# Porsche 956
Der Porsche 956 war ein Sportwagenprototyp, der von 1982 bis 1984 alle Titel der FIA-Sportwagen-Weltmeisterschaft gewann, sowohl in den Wertungen für Fahrer als auch der Marken.

## Entwicklung
Im Laufe des Motorrennsports wurden die Reglements mehrmals geändert. Einen deutlichen Einschnitt gab es ab 1982, als die bisherigen Gruppen 1 bis 6 für die Sport- und Tourenwagen von der FIA auf nur drei Kategorien reduziert wurden, die Gruppen A (Großserien-Tourenwagen), B (Kleinserien-GTs) und C (Sportwagen-Prototypen). Bei den Sport-Prototypen wurden die bisherigen zweisitzigen offenen Gruppe-6-Sportwagen, bei denen der Motor auf 3 Liter (oder 2,14 Liter mit Aufladung, Faktor 1,4) begrenzt war, durch die Gruppe C ersetzt. Hier waren geschlossene Coupés vorgeschrieben, ähnlich wie bis 1971 die Porsche 917, Ferrari 512S oder Lola T70. Als Neuerung wurde der zur Verfügung stehende Treibstoff limitiert, während die Motorbauweise wenig Einschränkungen unterlag, damit sich das effizienteste Konzept durchsetzen könne. Für diese neue Gruppe wurde der Porsche 956C entwickelt, wie auch Ford C100, Lancia LC2 und andere.
Porsche war bis 1978 werksseitig in Le Mans mit den Porsche 936 angetreten und hatte ansonsten zahlreiche Porsche 935 nach Gruppe-5-Regeln an Kunden verkauft. Diese Fahrzeuge waren durch den FIA-Entscheid museumsreif geworden. Nur in den USA galten andere Regeln, was Porsche schon vorher mehrfach erfahren musste. Basierend auf dem luftgekühlten 6-Zylinder-Boxermotor des Porsche 935, der im Werkswagen 1978 mit Doppelturbo- bzw. Biturboaufladung, wassergekühlten Vierventilköpfen und 3,2 Liter Hubraum weit über 700 PS leistete, wurde 1979 für das Porsche-Interscope-Projekt gemäß den amerikanischen Regeln ein 2,65-Liter-Motor für Methanol-Treibstoff entwickelt, der jedoch durch Änderung der Regel für den Ladedruck vor dem 500-Meilen-Rennen in Indianapolis 1980 „ausgebremst“ wurde. Für die Gruppe C sollte daraus ein Triebwerk abgeleitet werden, das wieder für Benzin ausgelegt war. Die 2649 cm³ wurden zunächst beibehalten. Der Motor leistete bei einer Drehzahl von 8000/min 455 kW (620 PS) und wurde 1981 erfolgreich in zwei Porsche-936-Chassis beim 24-Stunden-Rennen von Le Mans erprobt, wo Sonderregeln galten. Es gewannen Jacky Ickx und Derek Bell, der zweite Wagen wurde Zwölfter.
Das Chassis für den 956 mussten die Porsche-Ingenieure, unter Leitung von Norbert Singer, komplett neu entwickeln, denn die bisher verwendeten Rohrrahmen waren nicht mehr zeitgemäß. Das in den 1960er-Jahren von Lotus eingeführte leichtere und stabilere Aluminium-Monocoque war längst zum Standard geworden und wurde in der Formel 1 gerade durch den noch besseren kohlenstofffaserverstärkten Kunststoff (CFK) abgelöst, zudem beim Team von McLaren, für das Porsche den TAG-V6-Turbomotor entwickelte. Porsche nutzte diese Chance auf einen Technologietransfer auch in den Folgejahren nicht und konstruierte erstmals ein Alu-Fahrgestell in Schalenbauweise, das sich als ein Schwachpunkt des 956 erwies.
Ebenfalls wurden die aerodynamischen Eigenschaften im Vergleich zu älteren Rennwagen der 1960er- und 1970er-Jahre immer wichtiger, beispielsweise der auch von Lotus eingeführte ground effect oder das wing car, bei dem der gebogene Unterboden viel Abtrieb erzeugt. Hierfür hatten sich die breiten Boxermotoren in der Formel 1 als ungeeignet erwiesen, weswegen der TAG-Motor in V6-Form entwickelt wurde, aber beim Sportwagen setzte Porsche trotzdem weiterhin auf die firmentypische Flachbauweise. Die Außenhaut, der Unterboden, der Diffusor im Heck sowie der Flügel wurden so optimiert, dass der Wagen durch den dadurch entstehenden Unterdruck regelrecht an die Fahrbahnoberfläche herangesaugt wurde (Bodeneffekt). Dadurch konnten bis dahin ungeahnte Kurvengeschwindigkeiten erreicht werden. Die Höchstgeschwindigkeit des 956 auf der 5 Kilometer langen Gerade in Le Mans betrug etwa 350 km/h, über 30 km/h weniger als 1971 bei den ähnlich starken Fünfliter-Porsche 917 mit Langheck.
Als weiteres Problem erwies sich die Frontscheibe, die wie beim früheren 917 in zwei Richtungen gekrümmt sein sollte. Der Hersteller hatte damit Probleme, man baute kurzerhand eine nur zylinderförmig gekrümmte Scheibe ein, deren Oberkante regelbedingt in 100 cm Höhe lag (siehe Ford C100). Deren gerades Profil ließ sich zudem besser mit dem Scheibenwischer sauber halten, ein Vorteil bei Regenrennen und in der Nacht. Die Räder wurden zusammen mit Speedline entwickelt.

## Rennhistorie

### 1982 Werkswagen

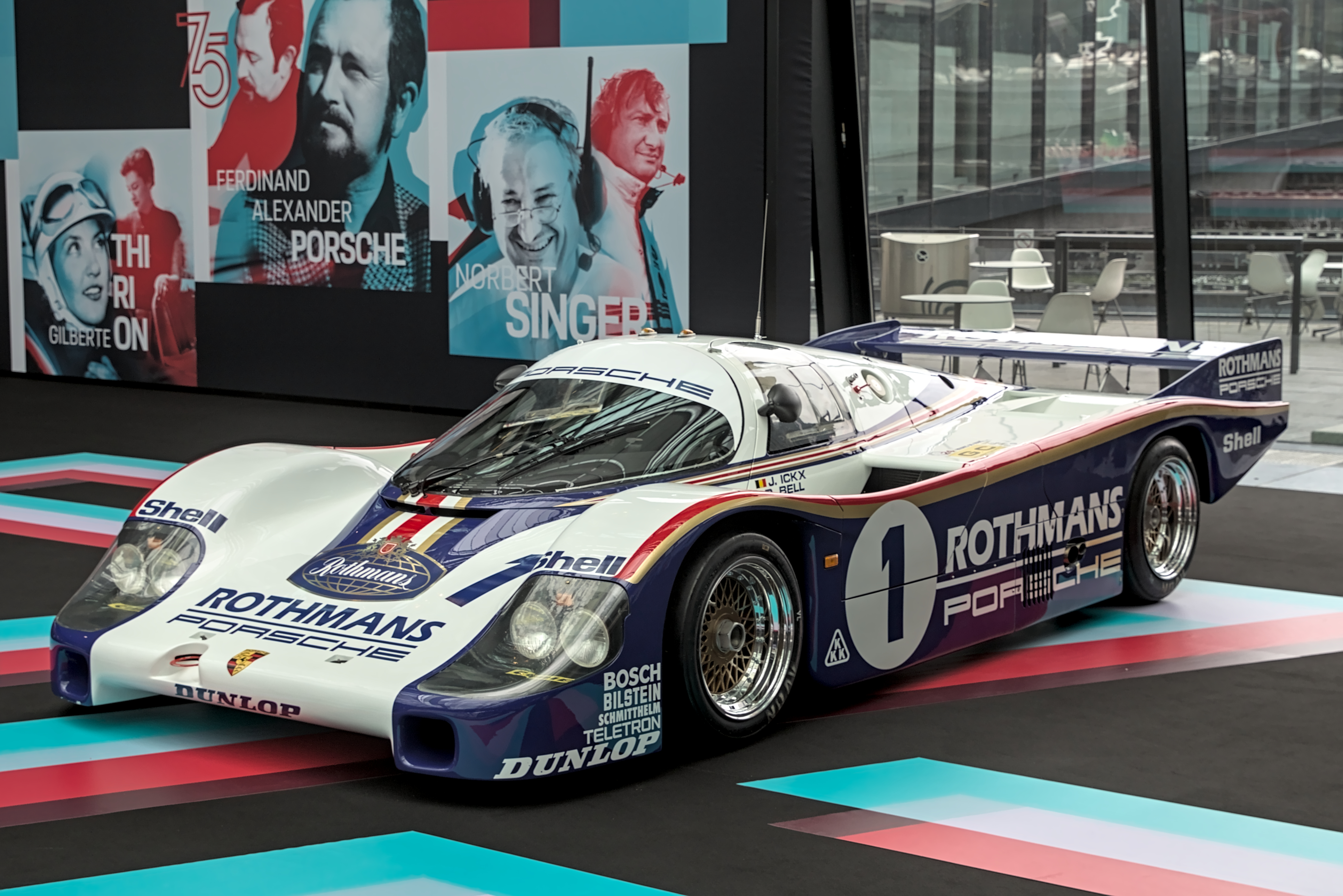
Porsche 956 von Jacky Ickx und Derek Bell auf den Retro Classics 2023

Das erste Exemplar des 956 wurde ab Ende März auf der hauseigenen Strecke in Weissach von Jürgen Barth getestet. Das 1000-km-Rennen von Monza Mitte April ließ man noch aus; der 956-001 debütierte Mitte Mai 1982 beim 6-Stunden-Rennen von Silverstone und setzte dort die Trainingsbestzeit, begünstigt durch moderne Aerodynamik sowie das Turbomotorkonzept. Da kaum Gruppe-C-Wagen verfügbar waren, galten Übergangsregeln, so dass auch weiterhin Wagen nach Gruppe 5 und 6 sowie der amerikanischen IMSA-GTX-Klasse teilnehmen konnten. Im Rennen belegten Ickx/Bell Platz 2 hinter einem offenen Lancia LC1, der nicht dem Benzinlimit unterlag, aber auch kein Anrecht auf Marken-WM-Punkte hatte. Der Nürburgring, dessen Streckencharakteristik kaum Erkenntnisse für Le Mans verspricht, wurde ausgelassen zugunsten der Weiterentwicklung bzw. des Aufbaus dreier neuer Chassis für den Saisonhöhepunkt.
Das 24-Stunden-Rennen von Le Mans 1982 nahmen zwei der 956 von der Spitze des 55 Wagen umfassenden Starterfeldes aus auf. Zwar waren 28 Wagen der Gruppe C erschienen, Neukonstruktionen oder Porsche-Umbauten wie der 936C von Joest oder der CK5 von Kremer, jedoch war nur der Ford C100 von einem Großserienhersteller. Nur 18 Wagen wurden am Ende gewertet, darunter drei der Gruppe C: ein Aston Martin Nimrod auf Platz 7 und zwei Rondeau. Die drei vom Werk eingesetzten 956 errangen mit großem Vorsprung einen Dreifachsieg vor älteren Porsche. Wie im Vorjahr gewannen Jacky Ickx und Derek Bell. Als Vorjahressieger hatten sie die Startnummer 1 auf dem Wagen, die beiden anderen Werkswagen folgten in der Reihenfolge ihrer Startnummern 2 und 3.
Beim nächsten WM-Lauf, den 1000 km von Spa, konnten die Werks-956 von Ickx/Mass und Bell/Schuppan die Lancia knapp schlagen. Bei den 1000 km von Mugello fehlte nicht nur das Porsche-Werk. Lancia erzielte einen Doppelsieg gegen nur 17 Gegner. Bei den 1000 km von Fuji setzten sich Ickx/Mass vor einem Lancia durch, die zahlreichen Einheimischen waren u. a. in Honda Civic und VW Golf GTI am Start. Beim Saisonabschluss 1000 km von Brands Hatch schickte das Werk nur einen 956. Ickx schlug erneut einen Lancia knapp und wurde Sportwagen-Weltmeister. Der dritte Platz ging noch einmal an einen Porsche 935 der Gruppe 5, den Rest der Top 10 stellten Gruppe-C-Fahrzeuge, angeführt von zwei Ford C100.

### 1983 Kundenwagen
An Kundenteams wurden 1983 die ersten zwölf 956 ausgeliefert, die sich durch die fortlaufenden Fahrgestellnummern ab 956-101 von den Werksautos ab 956-001 unterschieden. Die Ford C100 kehrten nicht zurück, die Lancia LC entsprachen nun auch den Gruppe-C-Regeln und erwiesen sich als einziger nennenswerter Gegner, mit Platz zwei beim Saisonabschluss kurz vor Weihnachten in Kyalami. Ansonsten gingen immer mindestens die ersten vier Plätze an Porsche 956, die die Weltmeisterschaftsrennen unter sich ausmachten.
Bellof umrundete zudem mit dem Werks-956 beim Training zum 1000-km-Rennen auf dem Nürburgring 1983 die Nordschleife als erster Fahrer mit einer Durchschnittsgeschwindigkeit von über 200 km/h und hält mit einer Zeit von 6:11,13 Minuten den Rekord in einem regelkonformen Fahrzeug unter Rennbedingungen. Allerdings war die Strecke wegen Bauarbeiten um zwei Kilometer von den früheren 22,835 km auf 20,832 km verkürzt. Bellofs Zeit wurde erst 2018 von einem Porsche 919 Evo unterboten, jedoch bei freier Strecke. Im Rennen hob Bellofs 956 auf dem „großen Sprunghügel“ im Pflanzgarten ab und überschlug sich. In Le Mans hätten Porsche die ersten zehn Plätze belegt, hätte sich nicht ein Sauber C7 mit BMW-Motor Rang neun gesichert, was Porsche mit „Nobody is perfect“ kommentierte. Zum Leidwesen der Kundenteams war das Werk weiterhin erfolgreich aktiv: Wieder gewannen zwei Werkswagen in Le Mans, Ickx wurde erneut Sportwagen-Fahrerweltmeister. Die Markenwertung war sowieso seit 1978 fest in Porsche-Hand, seit 1962 ging mindestens ein Klassen-Titel an Porsche.

### 1984 Einführung von 956B und 962

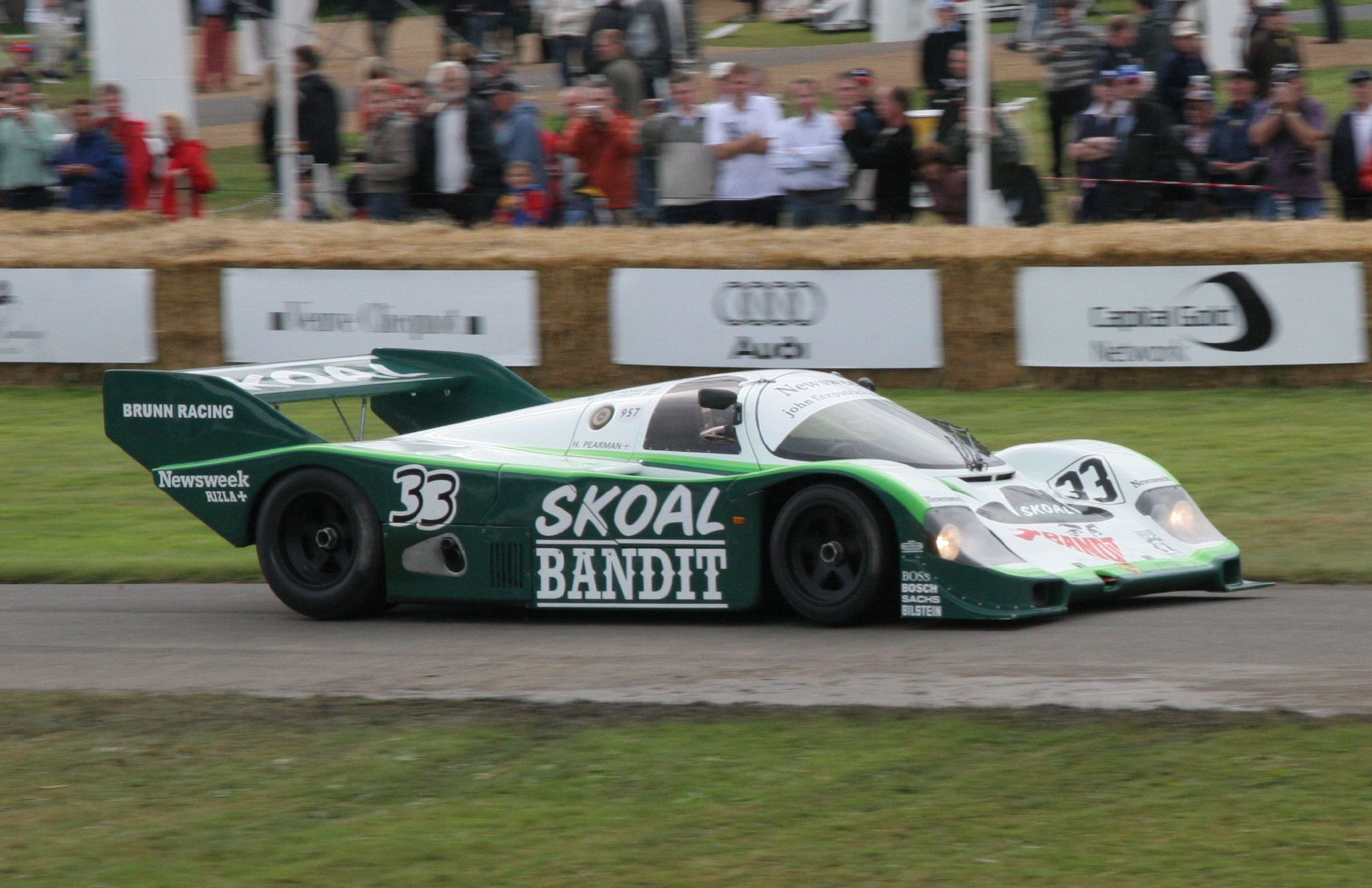
Porsche 956B-114 von 1984 beim Goodwood Festival of Speed 2007

Für die Langstrecken-Weltmeisterschaft 1984 wurde angekündigt, dass die Treibstoffmenge reduziert werde, von 600 Liter Treibstoff für 1000 Kilometer auf 510 Liter. Porsche ersetzte die mechanische Einspritzanlage durch eine elektronische von Bosch. Diese Evolutionsstufe wurde als 956B bezeichnet; die 1984 an Kunden ausgelieferten Fahrgestellnummern begannen mit 956B-113. Der Motor mit der moderneren Einspritzanlage war sparsamer und konnte trotzdem in der Motorleistung zulegen. Nun stand bei 8200/min eine Leistung von 470 kW (640 PS) zur Verfügung. Die Porsche 956, deren Hauptgegner die Lancia LC2 waren, errangen in der Regel mindestens Doppelsiege, wobei Kyalami erneut eine Ausnahme war. Nur ein 956 ging in Südafrika an den Start und lag im Ziel auf Rang neun sogar hinter Kompaktwagen. In Le Mans nahm das Werk nach Disput mit dem ACO nicht teil. Bester unter den sieben 956 auf den ersten Rängen war der 956B-117 des Kundenteams von Joest Racing. Werksfahrer Stefan Bellof aus Gießen wurde Langstreckenweltmeister, somit als erster Bundesdeutscher Weltmeister auf der Rundstrecke.
Im wichtigen US-Markt waren in der IMSA-Serie lange die Porsche 935 nach GTX-Regeln erfolgreich, jedoch erwuchs ab 1981 Konkurrenz seitens der von Chevrolet-Motoren angetriebenen GTP-Prototypen von Lola und March, die wesentlich mehr Abtrieb erzeugen konnten. Gemäß den Anforderungen der GTP-Klasse, die u. a. aus Sicherheitsgründen einen Stahlrohr-Überrollkäfig und Pedale hinter der Vorderachse vorschrieben, wurde eine Variante des 956 mit 12 cm längerem Radstand konstruiert und als Porsche 962 bezeichnet. Der 962, der zunächst mit dem älteren, aber kostengünstigeren Porsche-935-Motor ausgestattet werden musste, debütierte Anfang 1984 in Daytona mit Trainingsbestzeit. Ab Saisonmitte konnten die ausgelieferten Kunden-962 IMSA-Rennen gewinnen. Einige nahmen aber auch an WM-Rennen teil.

### 1985 962C

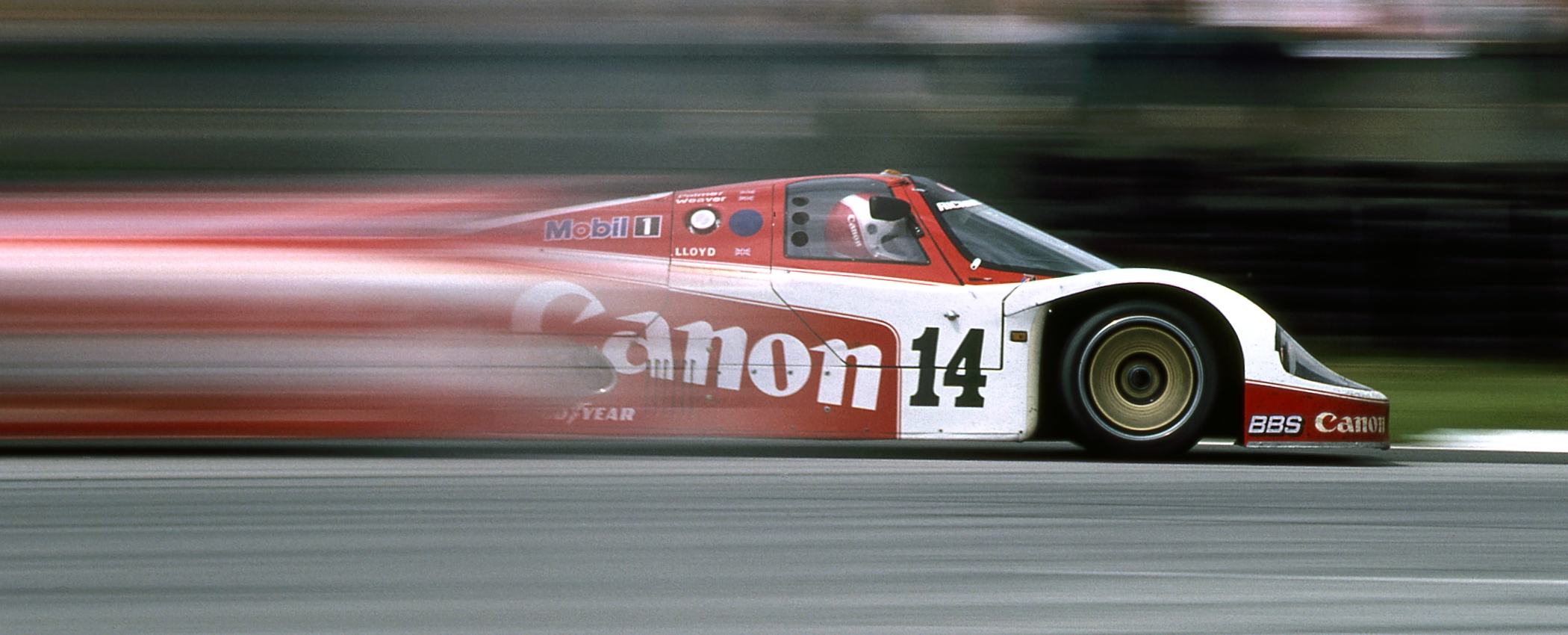
1985 fuhren Jonathan Palmer, James Weaver und Richard Lloyd diesen Porsche 956 bei den 24 h von Le Mans auf Rang zwei

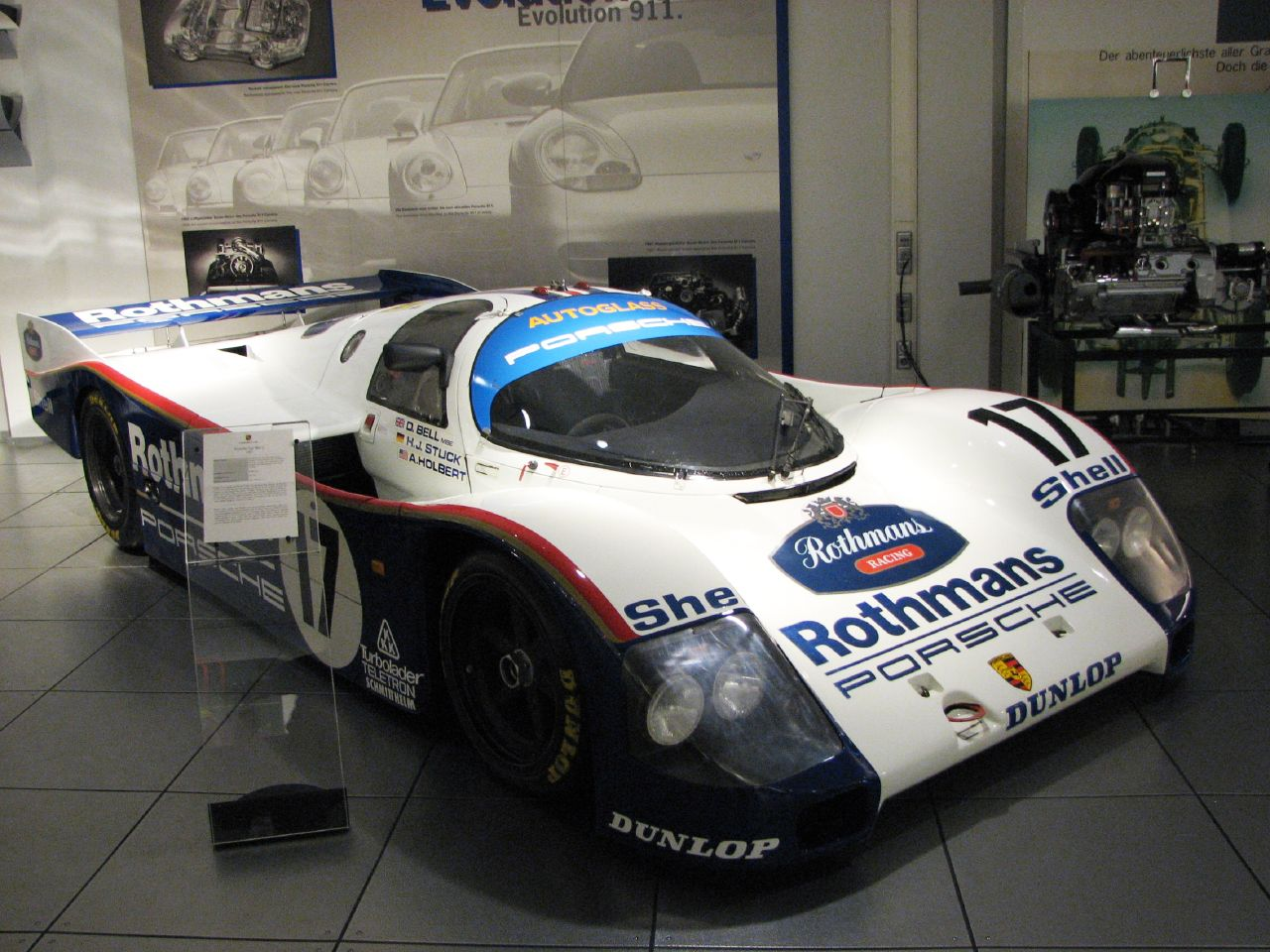
Der LM-Sieger 1987, ein Porsche 962C, im Zuffenhausener Porsche-Museum

Nach einem Besuch des damaligen FIA-Präsidenten Jean-Marie Balestre bei den 24 Stunden von Daytona 1984 fiel der Entschluss, einige der in der IMSA GTP geltenden Regeln zu übernehmen. Wenngleich vom ursprünglich beabsichtigten Wegfall der Verbrauchsregel abgesehen wurde, unter anderem nach dem Boykott des Porsche-Werksteams in Le Mans 1984, wurden analog zur IMSA ab der Saison 1985 Überrollkäfige aus Stahl sowie die Anordnung der Pedale hinter der Vorderachslinie vorgeschrieben. Nach dem 1. Januar 1985 hergestellte Fahrzeuge mussten die Regeln erfüllen, für existierende Rennfahrzeuge galt eine Übergangsfrist bis zum 31. Dezember 1986. Damit endete die Produktion des Porsche 956, ab der Saison 1985 setzte das Werk den neuen Porsche 962C ein und lieferte diese Fahrzeuge auch an seine Kunden aus. Insgesamt waren 10 Werkschassis gebaut und 17 Kundenwagen ausgeliefert worden – der Nachfolger sollte ca. 90-mal gebaut werden. Der Porsche 956 dominierte die Rennen der Gruppe C von Mitte 1982 bis 1985, als der 956B-117 von Joest erneut in Le Mans gewann.
Gefahren wurde der Rennwagen von so bekannten Rennfahrern wie Stefan Bellof, Jacky Ickx, Jochen Mass, Derek Bell, Hans-Joachim Stuck, Manfred Winkelhock und Vern Schuppan. Bellof starb 1985 in Spa-Francorchamps nach einem am Eingang der Eau Rouge missglückten Überholmanöver im privat eingesetzten Brun-Porsche 956B-116, während Unfallgegner Jacky Ickx im neueren Werks-962C unverletzt blieb. Drei Wochen zuvor starb Manfred Winkelhock im kanadischen Mosport, nachdem sein 962 mit einer Mauer kollidierte.

### Die Ergebnisse 1982 bis 1986
In den Tabellen sind je Rennen maximal die ersten 20 Ränge aufgelistet, auf denen sich ein Porsche 956 platzierte.
1982
| Sportwagen-Weltmeisterschaft 1982    | Sportwagen-Weltmeisterschaft 1982 | Sportwagen-Weltmeisterschaft 1982 | Sportwagen-Weltmeisterschaft 1982      | Sportwagen-Weltmeisterschaft 1982 | Sportwagen-Weltmeisterschaft 1982 |
| Rennen                               | Rennen                            | Rennen                            | Rennen                                 | Rennen                            | Rennen                            |
| Pos.                                 | Nr.                               | Team                              | Fahrer                                 | Chassistyp                        | Motortyp                          |
| ------------------------------------ | --------------------------------- | --------------------------------- | -------------------------------------- | --------------------------------- | --------------------------------- |
| 6-Stunden-Rennen von Silverstone     |                                   |                                   |                                        |                                   |                                   |
| 2                                    | 1                                 | Rothmans Porsche                  | Jacky Ickx Derek Bell                  | 956                               | 2,65 l                            |
| 24-Stunden-Rennen von Le Mans        |                                   |                                   |                                        |                                   |                                   |
| 1                                    | 1                                 | Rothmans Porsche                  | Jacky Ickx Derek Bell                  | 956                               | 2,65 l                            |
| 2                                    | 2                                 | Rothmans Porsche                  | Jochen Mass Vern Schuppan              | 956                               | 2,65 l                            |
| 3                                    | 3                                 | Rothmans Porsche                  | Al Holbert Hurley Haywood Jürgen Barth | 956                               | 2,65 l                            |
| 1000-km-Rennen von Spa-Francorchamps |                                   |                                   |                                        |                                   |                                   |
| 1                                    | 1                                 | Rothmans Porsche                  | Jacky Ickx Derek Bell                  | 956                               | 2,65 l                            |
| 2                                    | 2                                 | Rothmans Porsche                  | Jochen Mass Vern Schuppan              | 956                               | 2,65 l                            |
| 6-Stunden-Rennen von Fuji            |                                   |                                   |                                        |                                   |                                   |
| 1                                    | 1                                 | Rothmans Porsche                  | Jacky Ickx Derek Bell                  | 956                               | 2,65 l                            |
| 1000-km-Rennen von Brands Hatch      |                                   |                                   |                                        |                                   |                                   |
| 1                                    | 11                                | Rothmans Porsche                  | Jacky Ickx Derek Bell                  | 956                               | 2,65 l                            |

| Deutsche-Rennsport-Meisterschaft 1982 | Deutsche-Rennsport-Meisterschaft 1982 | Deutsche-Rennsport-Meisterschaft 1982 | Deutsche-Rennsport-Meisterschaft 1982 | Deutsche-Rennsport-Meisterschaft 1982 | Deutsche-Rennsport-Meisterschaft 1982 |
| Rennen                                | Rennen                                | Rennen                                | Rennen                                | Rennen                                | Rennen                                |
| Pos.                                  | Nr.                                   | Team                                  | Fahrer                                | Chassistyp                            | Motortyp                              |
| ------------------------------------- | ------------------------------------- | ------------------------------------- | ------------------------------------- | ------------------------------------- | ------------------------------------- |
| 200 Meilen von Nürnberg, Norisring    |                                       |                                       |                                       |                                       |                                       |
| 1                                     | 10                                    | Rothmans Porsche                      | Jochen Mass                           | 956                                   | 2,65 l                                |

1983
| Sportwagen-Weltmeisterschaft 1983    | Sportwagen-Weltmeisterschaft 1983 | Sportwagen-Weltmeisterschaft 1983 | Sportwagen-Weltmeisterschaft 1983                          | Sportwagen-Weltmeisterschaft 1983 | Sportwagen-Weltmeisterschaft 1983 |
| Rennen                               | Rennen                            | Rennen                            | Rennen                                                     | Rennen                            | Rennen                            |
| Pos.                                 | Nr.                               | Team                              | Fahrer                                                     | Chassistyp                        | Motortyp                          |
| ------------------------------------ | --------------------------------- | --------------------------------- | ---------------------------------------------------------- | --------------------------------- | --------------------------------- |
| 1000-km-Rennen von Monza             |                                   |                                   |                                                            |                                   |                                   |
| 1                                    | 11                                | Joest Racing                      | Bob Wollek Thierry Boutsen                                 | 956                               | 2,65 l                            |
| 2                                    | 1                                 | Rothmans Porsche                  | Jacky Ickx Jochen Mass                                     | 956                               | 2,65 l                            |
| 3                                    | 12                                | Joest Racing                      | Rolf Stommelen Clemens Schickentanz Hans Heyer             | 956                               | 2,65 l                            |
| 4                                    | 18                                | Obermaier Racing                  | Axel Plankenhorn Jürgen Lässig Jürgen Barth                | 956                               | 2,65 l                            |
| 5                                    | 16                                | John Fitzpatrick Racing           | John Fitzpatrick David Hobbs                               | 956                               | 2,65 l                            |
| 6                                    | 14                                | Richard Lloyd Racing              | Jan Lammers Tiff Needell Richard Lloyd                     | 956                               | 2,65 l                            |
| 7                                    | 2                                 | Rothmans Porsche                  | Derek Bell Al Holbert                                      | 956                               | 2,65 l                            |
| 1000-km-Rennen von Silverstone       |                                   |                                   |                                                            |                                   |                                   |
| 1                                    | 2                                 | Rothmans Porsche                  | Stefan Bellof Derek Bell                                   | 956                               | 2,65 l                            |
| 2                                    | 8                                 | Joest Racing                      | Stefan Johansson Bob Wollek                                | 956                               | 2,65 l                            |
| 3                                    | 14                                | Richard Lloyd Racing              | Jan Lammers Richard Lloyd Thierry Boutsen                  | 956                               | 2,65 l                            |
| 4                                    | 18                                | Obermaier Racing                  | Axel Plankenhorn Jürgen Lässig Harald Grohs                | 956                               | 2,65 l                            |
| 5                                    | 21                                | Porsche Kremer Racing             | Alan Jones Vern Schuppan                                   | 956                               | 2,65 l                            |
| 8                                    | 11                                | John Fitzpatrick Racing           | John Fitzpatrick David Hobbs                               | 956                               | 2,65 l                            |
| 1000-km-Rennen am Nürburgring        |                                   |                                   |                                                            |                                   |                                   |
| 1                                    | 1                                 | Rothmans Porsche                  | Jochen Mass Jacky Ickx                                     | 956                               | 2,65 l                            |
| 2                                    | 8                                 | Joest Racing                      | Bob Wollek Stefan Johansson                                | 956                               | 2,65 l                            |
| 3                                    | 14                                | Richard Lloyd Racing              | Keke Rosberg Jan Lammers Jonathan Palmer                   | 956                               | 2,65 l                            |
| 4                                    | 18                                | Obermaier Racing                  | Jürgen Lässig Axel Plankenhorn Hans Heyer                  | 956                               | 2,65 l                            |
| 6                                    | 11                                | John Fitzpatrick Racing           | John Fitzpatrick David Hobbs                               | 956                               | 2,65 l                            |
| 24-Stunden-Rennen von Le Mans        |                                   |                                   |                                                            |                                   |                                   |
| 1                                    | 3                                 | Rothmans Porsche                  | Vern Schuppan Al Holbert Hurley Haywood                    | 956                               | 2,65 l                            |
| 2                                    | 1                                 | Rothmans Porsche                  | Jacky Ickx Derek Bell                                      | 956                               | 2,65 l                            |
| 3                                    | 21                                | Porsche Kremer Racing             | Mario Andretti Michael Andretti Philippe Alliot            | 956                               | 2,65 l                            |
| 4                                    | 12                                | Joest Racing                      | Volkert Merl Clemens Schickentanz Mauricio de Narváez      | 956                               | 2,65 l                            |
| 5                                    | 16                                | John Fitzpatrick Racing           | John Fitzpatrick Guy Edwards Rupert Keegan                 | 956                               | 2,65 l                            |
| 6                                    | 8                                 | Joest Racing                      | Bob Wollek Klaus Ludwig Stefan Johansson                   | 956                               | 2,65 l                            |
| 7                                    | 18                                | Obermaier Racing                  | Axel Plankenhorn Jürgen Lässig Desiré Wilson               | 956                               | 2,65 l                            |
| 8                                    | 14                                | Richard Lloyd Racing              | Jonathan Palmer Jan Lammers Richard Lloyd                  | 956                               | 2,65 l                            |
| 10                                   | 47                                | Preston Henn T-Bird Swap Shop     | Preston Henn Claude Ballot-Léna Jean-Louis Schlesser       | 956                               | 2,65 l                            |
| 1000-km-Rennen von Spa-Francorchamps |                                   |                                   |                                                            |                                   |                                   |
| 1                                    | 1                                 | Rothmans Porsche                  | Jacky Ickx Jochen Mass                                     | 956                               | 2,65 l                            |
| 2                                    | 2                                 | Rothmans Porsche                  | Derek Bell Stefan Bellof                                   | 956                               | 2,65 l                            |
| 3                                    | 11                                | John Fitzpatrick Racing           | John Fitzpatrick David Hobbs                               | 956                               | 2,65 l                            |
| 4                                    | 33                                | Brun Motorsport                   | Walter Brun Hans-Joachim Stuck Harald Grohs                | 956                               | 2,65 l                            |
| 5                                    | 18                                | Obermaier Racing                  | Jürgen Lässig Axel Plankenhorn Hervé Regout                | 956                               | 2,65 l                            |
| 9                                    | 14                                | Richard Lloyd Racing              | Jan Lammers Thierry Boutsen                                | 956                               | 2,65 l                            |
| 1000-km-Rennen von Fuji              |                                   |                                   |                                                            |                                   |                                   |
| 1                                    | 2                                 | Rothmans Porsche                  | Derek Bell Stefan Bellof                                   | 956                               | 2,65 l                            |
| 2                                    | 1                                 | Rothmans Porsche                  | Jacky Ickx Jochen Mass                                     | 956                               | 2,65 l                            |
| 3                                    | 6                                 | Trust Racing Team                 | Vern Schuppan Naohiro Fujita                               | 956                               | 2,65 l                            |
| 4                                    | 3                                 | Matsuda Collection                | Henri Pescarolo Thierry Boutsen                            | 956                               | 2,65 l                            |
| 5                                    | 12                                | Joest Racing                      | Bob Wollek Hans Heyer Volkert Merl                         | 956                               | 2,65 l                            |
| 6                                    | 8                                 | Brun Motorsport                   | Kenji Takahashi Clemens Schickentanz                       | 956                               | 2,65 l                            |
| 1000-km-Rennen von Kyalami           |                                   |                                   |                                                            |                                   |                                   |
| 1                                    | 2                                 | Rothmans Porsche                  | Derek Bell Stefan Bellof                                   | 956                               | 2,65 l                            |
| 3                                    | 1                                 | Rothmans Porsche                  | Jacky Ickx Jochen Mass                                     | 956                               | 2,65 l                            |
| 4                                    | 12                                | Joest Racing                      | Dieter Schornstein Louis Krages („John Winter“) Bob Wollek | 956                               | 2,65 l                            |
| 5                                    | 14                                | Richard Lloyd Racing              | Jan Lammers Jonathan Palmer                                | 956                               | 2,65 l                            |
| 6                                    | 11                                | John Fitzpatrick Racing           | Sarel van der Merwe Graham Duxbury Tony Martin             | 956                               | 2,65 l                            |

| Deutsche-Rennsport-Meisterschaft 1983           | Deutsche-Rennsport-Meisterschaft 1983 | Deutsche-Rennsport-Meisterschaft 1983 | Deutsche-Rennsport-Meisterschaft 1983 | Deutsche-Rennsport-Meisterschaft 1983 | Deutsche-Rennsport-Meisterschaft 1983 |
| Rennen                                          | Rennen                                | Rennen                                | Rennen                                | Rennen                                | Rennen                                |
| Pos.                                            | Nr.                                   | Team                                  | Fahrer                                | Chassistyp                            | Motortyp                              |
| ----------------------------------------------- | ------------------------------------- | ------------------------------------- | ------------------------------------- | ------------------------------------- | ------------------------------------- |
| Int. Rundstreckenrennen Bergischer Löwe, Zolder |                                       |                                       |                                       |                                       |                                       |
| 1                                               | 1                                     | Warsteiner Team/Joest Racing          | Bob Wollek                            | 956                                   | 2,65 l                                |
| 2                                               | 11                                    | John Fitzpatrick Racing               | John Fitzpatrick                      | 956                                   | 2,65 l                                |
| 6                                               | 4                                     | Joest Racing                          | Clemens Schickentanz                  | 956                                   | 2,65 l                                |
| Int. ADAC-Avus-Rennen, Avus                     |                                       |                                       |                                       |                                       |                                       |
| 1                                               | 7                                     | Joest Racing                          | Bob Wollek                            | 956                                   | 2,65 l                                |
| 2                                               | 2                                     | Joest Racing                          | Volkert Merl                          | 956                                   | 2,65 l                                |
| 4                                               | 10                                    | Obermaier Racing                      | Jürgen Lässig                         | 956                                   | 2,65 l                                |
| Int. ADAC-Flugplatzrennen, Mainz-Finthen        |                                       |                                       |                                       |                                       |                                       |
| 1                                               | 7                                     | Joest Racing                          | Bob Wollek                            | 956                                   | 2,65 l                                |
| 3                                               | 2                                     | Joest Racing                          | Volkert Merl                          | 956                                   | 2,65 l                                |
| 200 Meilen von Nürnberg, Norisring              |                                       |                                       |                                       |                                       |                                       |
| 1                                               | 1                                     | Warsteiner Team/Joest Racing          | Bob Wollek                            | 956                                   | 2,65 l                                |
| 3                                               | 2                                     | Joest Racing                          | Volkert Merl                          | 956                                   | 2,65 l                                |
| Int. ADAC-Flugplatzrennen, Diepholz             |                                       |                                       |                                       |                                       |                                       |
| 1                                               | 10                                    | Porsche Kremer Racing                 | Franz Konrad                          | 956                                   | 2,65 l                                |
| 4                                               |                                       | Joest Racing                          | Bob Wollek                            | 956                                   | 2,65 l                                |

| Interserie 1983                          | Interserie 1983 | Interserie 1983 | Interserie 1983              | Interserie 1983 | Interserie 1983 |
| Rennen                                   | Rennen          | Rennen          | Rennen                       | Rennen          | Rennen          |
| Pos.                                     | Nr.             | Team            | Fahrer                       | Chassistyp      | Motortyp        |
| ---------------------------------------- | --------------- | --------------- | ---------------------------- | --------------- | --------------- |
| Mezinárodní závod automobilů, Most       |                 |                 |                              |                 |                 |
| 1                                        | 12              | Brun Motorsport | Walter Brun                  | 956             | 2,65 l          |
| 3-Stunden-Rennen der Schweiz, Hockenheim |                 |                 |                              |                 |                 |
| 1                                        | 1               | Joest Racing    | Bob Wollek                   | 956             | 2,65 l          |
| 3                                        | 2               | Joest Racing    | Louis Krages („John Winter“) | 956             | 2,65 l          |

| CanAm 1983                        | CanAm 1983 | CanAm 1983              | CanAm 1983       | CanAm 1983 | CanAm 1983 |
| Rennen                            | Rennen     | Rennen                  | Rennen           | Rennen     | Rennen     |
| Pos.                              | Nr.        | Team                    | Fahrer           | Chassistyp | Motortyp   |
| --------------------------------- | ---------- | ----------------------- | ---------------- | ---------- | ---------- |
| Road America Can-Am, Road America |            |                         |                  |            |            |
| 1                                 | 11         | John Fitzpatrick Racing | John Fitzpatrick | 956        | 2,65 l     |
| Mosport II Can-Am, Mosport        |            |                         |                  |            |            |
| 3                                 | 11         | John Fitzpatrick Racing | John Fitzpatrick | 956        | 2,65 l     |

| Sportwagen-Europameisterschaft 1983  | Sportwagen-Europameisterschaft 1983 | Sportwagen-Europameisterschaft 1983 | Sportwagen-Europameisterschaft 1983                   | Sportwagen-Europameisterschaft 1983 | Sportwagen-Europameisterschaft 1983 |
| Rennen                               | Rennen                              | Rennen                              | Rennen                                                | Rennen                              | Rennen                              |
| Pos.                                 | Nr.                                 | Team                                | Fahrer                                                | Chassistyp                          | Motortyp                            |
| ------------------------------------ | ----------------------------------- | ----------------------------------- | ----------------------------------------------------- | ----------------------------------- | ----------------------------------- |
| 1000-km-Rennen von Monza             |                                     |                                     |                                                       |                                     |                                     |
| 1                                    | 11                                  | Joest Racing                        | Bob Wollek Thierry Boutsen                            | 956                                 | 2,65 l                              |
| 2                                    | 1                                   | Rothmans Porsche                    | Jacky Ickx Jochen Mass                                | 956                                 | 2,65 l                              |
| 3                                    | 12                                  | Joest Racing                        | Rolf Stommelen Clemens Schickentanz Hans Heyer        | 956                                 | 2,65 l                              |
| 4                                    | 18                                  | Obermaier Racing                    | Axel Plankenhorn Jürgen Lässig Jürgen Barth           | 956                                 | 2,65 l                              |
| 5                                    | 16                                  | John Fitzpatrick Racing             | John Fitzpatrick David Hobbs                          | 956                                 | 2,65 l                              |
| 6                                    | 14                                  | Richard Lloyd Racing                | Jan Lammers Tiff Needell Richard Lloyd                | 956                                 | 2,65 l                              |
| 7                                    | 2                                   | Rothmans Porsche                    | Derek Bell Al Holbert                                 | 956                                 | 2,65 l                              |
| 1000-km-Rennen von Silverstone       |                                     |                                     |                                                       |                                     |                                     |
| 1                                    | 2                                   | Rothmans Porsche                    | Stefan Bellof Derek Bell                              | 956                                 | 2,65 l                              |
| 2                                    | 8                                   | Joest Racing                        | Stefan Johansson Bob Wollek                           | 956                                 | 2,65 l                              |
| 3                                    | 14                                  | Richard Lloyd Racing                | Jan Lammers Richard Lloyd Thierry Boutsen             | 956                                 | 2,65 l                              |
| 4                                    | 18                                  | Obermaier Racing                    | Axel Plankenhorn Jürgen Lässig Harald Grohs           | 956                                 | 2,65 l                              |
| 5                                    | 21                                  | Porsche Kremer Racing               | Alan Jones Vern Schuppan                              | 956                                 | 2,65 l                              |
| 8                                    | 11                                  | John Fitzpatrick Racing             | John Fitzpatrick David Hobbs                          | 956                                 | 2,65 l                              |
| 1000-km-Rennen am Nürburgring        |                                     |                                     |                                                       |                                     |                                     |
| 1                                    | 1                                   | Rothmans Porsche                    | Jochen Mass Jacky Ickx                                | 956                                 | 2,65 l                              |
| 2                                    | 8                                   | Joest Racing                        | Bob Wollek Stefan Johansson                           | 956                                 | 2,65 l                              |
| 3                                    | 14                                  | Richard Lloyd Racing                | Keke Rosberg Jan Lammers Jonathan Palmer              | 956                                 | 2,65 l                              |
| 4                                    | 18                                  | Obermaier Racing                    | Jürgen Lässig Axel Plankenhorn Hans Heyer             | 956                                 | 2,65 l                              |
| 6                                    | 11                                  | John Fitzpatrick Racing             | John Fitzpatrick David Hobbs                          | 956                                 | 2,65 l                              |
| 24-Stunden-Rennen von Le Mans        |                                     |                                     |                                                       |                                     |                                     |
| 1                                    | 3                                   | Rothmans Porsche                    | Vern Schuppan Al Holbert Hurley Haywood               | 956                                 | 2,65 l                              |
| 2                                    | 1                                   | Rothmans Porsche                    | Jacky Ickx Derek Bell                                 | 956                                 | 2,65 l                              |
| 3                                    | 21                                  | Porsche Kremer Racing               | Mario Andretti Michael Andretti Philippe Alliot       | 956                                 | 2,65 l                              |
| 4                                    | 12                                  | Joest Racing                        | Volkert Merl Clemens Schickentanz Mauricio de Narváez | 956                                 | 2,65 l                              |
| 5                                    | 16                                  | John Fitzpatrick Racing             | John Fitzpatrick Guy Edwards Rupert Keegan            | 956                                 | 2,65 l                              |
| 6                                    | 8                                   | Joest Racing                        | Bob Wollek Klaus Ludwig Stefan Johansson              | 956                                 | 2,65 l                              |
| 7                                    | 18                                  | Obermaier Racing                    | Axel Plankenhorn Jürgen Lässig Desiré Wilson          | 956                                 | 2,65 l                              |
| 8                                    | 14                                  | Richard Lloyd Racing                | Jonathan Palmer Jan Lammers Richard Lloyd             | 956                                 | 2,65 l                              |
| 10                                   | 47                                  | Preston Henn T-Bird Swap Shop       | Preston Henn Claude Ballot-Léna Jean-Louis Schlesser  | 956                                 | 2,65 l                              |
| 1000-km-Rennen von Spa-Francorchamps |                                     |                                     |                                                       |                                     |                                     |
| 1                                    | 1                                   | Rothmans Porsche                    | Jacky Ickx Jochen Mass                                | 956                                 | 2,65 l                              |
| 2                                    | 2                                   | Rothmans Porsche                    | Derek Bell Stefan Bellof                              | 956                                 | 2,65 l                              |
| 3                                    | 11                                  | John Fitzpatrick Racing             | John Fitzpatrick David Hobbs                          | 956                                 | 2,65 l                              |
| 4                                    | 33                                  | Brun Motorsport                     | Walter Brun Hans-Joachim Stuck Harald Grohs           | 956                                 | 2,65 l                              |
| 5                                    | 18                                  | Obermaier Racing                    | Jürgen Lässig Axel Plankenhorn Hervé Regout           | 956                                 | 2,65 l                              |
| 9                                    | 14                                  | Richard Lloyd Racing                | Jan Lammers Thierry Boutsen                           | 956                                 | 2,65 l                              |
| 1000-km-Rennen von Brands Hatch      |                                     |                                     |                                                       |                                     |                                     |
| 1                                    | 11                                  | John Fitzpatrick Racing             | Derek Warwick John Fitzpatrick                        | 956                                 | 2,65 l                              |
| 2                                    | 1                                   | Rothmans Porsche                    | Jacky Ickx Jochen Mass                                | 956                                 | 2,65 l                              |
| 3                                    | 2                                   | Rothmans Porsche                    | Derek Bell Stefan Bellof                              | 956                                 | 2,65 l                              |
| 5                                    | 18                                  | Obermaier Racing                    | Jürgen Lässig Axel Plankenhorn Hervé Regout           | 956                                 | 2,65 l                              |
| 6                                    | 8                                   | Joest Racing                        | Bob Wollek Stefan Johansson                           | 956                                 | 2,65 l                              |
| 9                                    | 14                                  | Richard Lloyd Racing                | Jan Lammers Jonathan Palmer                           | 956                                 | 2,65 l                              |
| 1000-km-Rennen von Imola             |                                     |                                     |                                                       |                                     |                                     |
| 2                                    | 11                                  | John Fitzpatrick Racing             | John Fitzpatrick David Hobbs                          | 956                                 | 2,65 l                              |
| 3                                    | 8                                   | Joest Racing                        | Bob Wollek Stefan Johansson                           | 956                                 | 2,65 l                              |
| 9                                    | 14                                  | Richard Lloyd Racing                | Derek Bell Jonathan Palmer                            | 956                                 | 2,65 l                              |
| 5                                    | 18                                  | Obermaier Racing                    | Jürgen Lässig Axel Plankenhorn Hervé Regout           | 956                                 | 2,65 l                              |
| 6                                    | 12                                  | Joest Racing                        | Dieter Schornstein Volkert Merl                       | 956                                 | 2,65 l                              |
| 1000-km-Rennen von Mugello           |                                     |                                     |                                                       |                                     |                                     |
| 1                                    | 8                                   | Joest Racing                        | Bob Wollek Stefan Johansson                           | 956                                 | 2,65 l                              |
| 3                                    | 14                                  | Richard Lloyd Racing                | Jonathan Palmer Derek Bell Henri Toivonen             | 956                                 | 2,65 l                              |
| 4                                    | 11                                  | John Fitzpatrick Racing             | John Fitzpatrick David Hobbs Thierry Boutsen          | 956                                 | 2,65 l                              |
| 5                                    | 18                                  | Obermaier Racing                    | Jürgen Lässig Axel Plankenhorn Hervé Regout           | 956                                 | 2,65 l                              |
| 6                                    | 12                                  | Schornstein Racing Team             | Dieter Schornstein Volkert Merl Gianpiero Moretti     | 956                                 | 2,65 l                              |

1984
| Sportwagen-Weltmeisterschaft 1984    | Sportwagen-Weltmeisterschaft 1984 | Sportwagen-Weltmeisterschaft 1984 | Sportwagen-Weltmeisterschaft 1984                               | Sportwagen-Weltmeisterschaft 1984 | Sportwagen-Weltmeisterschaft 1984 |
| Rennen                               | Rennen                            | Rennen                            | Rennen                                                          | Rennen                            | Rennen                            |
| Pos.                                 | Nr.                               | Team                              | Fahrer                                                          | Chassistyp                        | Motortyp                          |
| ------------------------------------ | --------------------------------- | --------------------------------- | --------------------------------------------------------------- | --------------------------------- | --------------------------------- |
| 1000-km-Rennen von Monza             |                                   |                                   |                                                                 |                                   |                                   |
| 1                                    | 2                                 | Rothmans Porsche                  | Derek Bell Stefan Bellof                                        | 956                               | 2,65 l                            |
| 2                                    | 1                                 | Rothmans Porsche                  | Jacky Ickx Jochen Mass                                          | 956                               | 2,65 l                            |
| 4                                    | 19                                | Brun Motorsport/Kremer            | Hans-Joachim Stuck Harald Grohs Walter Brun                     | 956                               | 2,65 l                            |
| 5                                    | 14                                | GTi Engineering                   | Jonathan Palmer Jan Lammers                                     | 956                               | 2,65 l                            |
| 6                                    | 12                                | Schornstein Racing Team           | Volkert Merl Dieter Schornstein                                 | 956                               | 2,65 l                            |
| 1000-km-Rennen von Silverstone       |                                   |                                   |                                                                 |                                   |                                   |
| 1                                    | 1                                 | Rothmans Porsche                  | Jacky Ickx Jochen Mass                                          | 956                               | 2,65 l                            |
| 2                                    | 7                                 | Joest Racing                      | Klaus Ludwig Henri Pescarolo                                    | 956                               | 2,65 l                            |
| 3                                    | 55                                | John Fitzpatrick Racing           | Rupert Keegan Guy Edwards                                       | 956                               | 2,65 l                            |
| 5                                    | 14                                | GTi Engineering                   | Jonathan Palmer Jan Lammers                                     | 956                               | 2,65 l                            |
| 6                                    | 11                                | Porsche Kremer Racing             | Franz Konrad David Sutherland                                   | 956                               | 2,65 l                            |
| 8                                    | 33                                | John Fitzpatrick Racing           | Thierry Boutsen David Hobbs                                     | 956 B                             | 2,65 l                            |
| 6                                    | 12                                | Schornstein Racing Team           | Dieter Schornstein Volkert Merl Louis Krages („John Winter“)    | 956                               | 2,65 l                            |
| 10                                   | 2                                 | Rothmans Porsche                  | Derek Bell Stefan Bellof                                        | 956                               | 2,65 l                            |
| 11                                   | 19                                | Brun Motorsport                   | Walter Brun Vern Schuppan                                       | 956 B                             | 2,65 l                            |
| 24-Stunden-Rennen von Le Mans        |                                   |                                   |                                                                 |                                   |                                   |
| 1                                    | 7                                 | Joest Racing                      | Henri Pescarolo Klaus Ludwig                                    | 956 B                             | 2,65 l                            |
| 2                                    | 26                                | Preston Henn T-Bird Swap Shop     | Jean Rondeau John Paul, Jr.                                     | 956                               | 2,65 l                            |
| 3                                    | 33                                | John Fitzpatrick Racing           | David Hobbs Philippe Streiff Sarel van der Merwe                | 956 B                             | 2,65 l                            |
| 4                                    | 9                                 | Brun Motorsport                   | Walter Brun Leopold von Bayern Bob Akin                         | 956 B                             | 2,65 l                            |
| 5                                    | 12                                | Schornstein Racing Team           | Volkert Merl Dieter Schornstein Louis Krages („John Winter“)    | 956                               | 2,65 l                            |
| 6                                    | 11                                | Porsche Kremer Racing             | Alan Jones Vern Schuppan Jean-Pierre Jarier                     | 956 B                             | 2,65 l                            |
| 7                                    | 20                                | Brun Motorsport                   | Massimo Sigala Oscar Larrauri Joël Gouhier                      | 956                               | 2,65 l                            |
| 9                                    | 17                                | Porsche Kremer Racing             | Tiff Needell David Sutherland Rusty French                      | 956                               | 2,65 l                            |
| 1000-km-Rennen am Nürburgring        |                                   |                                   |                                                                 |                                   |                                   |
| 1                                    | 2                                 | Rothmans Porsche                  | Stefan Bellof Derek Bell                                        | 956                               | 2,65 l                            |
| 2                                    | 33                                | John Fitzpatrick Racing           | Thierry Boutsen David Hobbs                                     | 956 B                             | 2,65 l                            |
| 4                                    | 14                                | GTi Engineering                   | Jonathan Palmer Jan Lammers Christian Danner                    | 956                               | 2,65 l                            |
| 5                                    | 10                                | Porsche Kremer Racing             | Manfred Winkelhock Marc Surer                                   | 956 B                             | 2,65 l                            |
| 6                                    | 19                                | Brun Motorsport                   | Massimo Sigala Oscar Larrauri                                   | 956                               | 2,65 l                            |
| 7                                    | 1                                 | Rothmans Porsche                  | Jochen Mass Jacky Ickx                                          | 956                               | 2,65 l                            |
| 8                                    | 7                                 | Joest Racing                      | Stefan Johansson Henri Pescarolo Ayrton Senna                   | 956                               | 2,65 l                            |
| 9                                    | 20                                | Brun Motorsport                   | Walter Brun Leopold von Bayern                                  | 956                               | 2,65 l                            |
| 10                                   | 12                                | Schornstein Racing Team           | Volkert Merl Louis Krages („John Winter“) Dieter Schornstein    | 956                               | 2,65 l                            |
| 1000-km-Rennen von Brands Hatch      |                                   |                                   |                                                                 |                                   |                                   |
| 1                                    | 14                                | GTi Engineering                   | Jonathan Palmer Jan Lammers                                     | 956                               | 2,65 l                            |
| 2                                    | 8                                 | Joest Racing                      | Jochen Mass Henri Pescarolo                                     | 956 B                             | 2,65 l                            |
| 4                                    | 10                                | Porsche Kremer Racing             | Desiré Wilson George Fouché David Sutherland                    | 956                               | 2,65 l                            |
| 5                                    | 19                                | Brun Motorsport                   | Stefan Bellof Harald Grohs                                      | 956 B                             | 2,65 l                            |
| 6                                    | 33                                | John Fitzpatrick Racing           | Thierry Boutsen David Hobbs Guy Edwards                         | 956                               | 2,65 l                            |
| 8                                    | 9                                 | Brun Motorsport                   | Walter Brun Leopold von Bayern                                  | 956                               | 2,65 l                            |
| 9                                    | 12                                | Schornstein Racing Team           | Volkert Merl Dieter Schornstein Louis Krages („John Winter“)    | 956                               | 2,65 l                            |
| 1000-km-Rennen von Mosport           |                                   |                                   |                                                                 |                                   |                                   |
| 1                                    | 1                                 | Rothmans Porsche                  | Jochen Mass Jacky Ickx                                          | 956                               | 2,65 l                            |
| 2                                    | 33                                | John Fitzpatrick Racing           | David Hobbs Franz Konrad Rupert Keegan                          | 956 B                             | 2,65 l                            |
| 4                                    | 2                                 | Rothmans Porsche                  | Stefan Bellof Derek Bell                                        | 956                               | 2,65 l                            |
| 1000-km-Rennen von Spa-Francorchamps |                                   |                                   |                                                                 |                                   |                                   |
| 1                                    | 2                                 | Rothmans Porsche                  | Stefan Bellof Derek Bell                                        | 956                               | 2,65 l                            |
| 2                                    | 1                                 | Rothmans Porsche                  | Jacky Ickx Jochen Mass                                          | 956                               | 2,65 l                            |
| 3                                    | 9                                 | Brun Motorsport                   | Hans-Joachim Stuck Harald Grohs Walter Brun                     | 956 B                             | 2,65 l                            |
| 4                                    | 20                                | Brun Motorsport                   | Oscar Larrauri Massimo Sigala                                   | 956                               | 2,65 l                            |
| 5                                    | 18                                | Obermaier Racing                  | Hervé Regout Jürgen Lässig Phillippe Martin                     | 956                               | 2,65 l                            |
| 6                                    | 3                                 | Rothmans Porsche                  | Vern Schuppan John Watson                                       | 956                               | 2,65 l                            |
| 7                                    | 10                                | Porsche Kremer Racing             | George Fouché Kees Kroesemeijer                                 | 956                               | 2,65 l                            |
| 8                                    | 12                                | Joest Racing                      | Hans Heyer Dieter Schornstein Louis Krages („John Winter“)      | 956                               | 2,65 l                            |
| 1000-km-Rennen von Imola             |                                   |                                   |                                                                 |                                   |                                   |
| 1                                    | 19                                | Brun Motorsport                   | Stefan Bellof Hans-Joachim Stuck                                | 956 B                             | 2,65 l                            |
| 2                                    | 14                                | GTi Engineering                   | Jonathan Palmer Jan Lammers                                     | 956                               | 2,65 l                            |
| 3                                    | 8                                 | Joest Racing                      | Jochen Mass Henri Pescarolo Hans Heyer                          | 956 B                             | 2,65 l                            |
| 4                                    | 10                                | Brun Motorsport                   | Walter Brun George Fouché Leopold von Bayern                    | 956 B                             | 2,65 l                            |
| 5                                    | 9                                 | Brun Motorsport                   | Massimo Sigala Oscar Larrauri                                   | 956                               | 2,65 l                            |
| 6                                    | 18                                | Obermaier Racing                  | Harald Grohs Hervé Regout Jürgen Lässig                         | 956                               | 2,65 l                            |
| 7                                    | 12                                | Joest Racing                      | Hans Heyer Louis Krages („John Winter“) Dieter Schornstein      | 956                               | 2,65 l                            |
| 8                                    | 55                                | John Fitzpatrick Racing           | Franz Konrad Rupert Keegan David Hobbs                          | 956                               | 2,65 l                            |
| 1000-km-Rennen von Fuji              |                                   |                                   |                                                                 |                                   |                                   |
| 1                                    | 2                                 | Rothmans Porsche                  | Stefan Bellof John Watson                                       | 956                               | 2,65 l                            |
| 2                                    | 1                                 | Rothmans Porsche                  | Jacky Ickx Jochen Mass                                          | 956                               | 2,65 l                            |
| 3                                    | 60                                | Trust Racing Team                 | Hans-Joachim Stuck Vern Schuppan                                | 956 B                             | 2,65 l                            |
| 4                                    | 7                                 | Joest Racing                      | Stefan Johansson Henri Pescarolo                                | 956                               | 2,65 l                            |
| 5                                    | 10                                | Porsche Kremer Racing             | Mike Thackwell Manfred Winkelhock                               | 956                               | 2,65 l                            |
| 9                                    | 14                                | GTi Engineering                   | Jonathan Palmer Jan Lammers                                     | 956                               | 2,65 l                            |
| 1000-km-Rennen von Kyalami           |                                   |                                   |                                                                 |                                   |                                   |
| 9                                    | 12                                | Joest Racing                      | Henri Pescarolo Dieter Schornstein Louis Krages („John Winter“) | 956                               | 2,65 l                            |
| 1000-km-Rennen von Sandown Park      |                                   |                                   |                                                                 |                                   |                                   |
| 1                                    | 2                                 | Rothmans Porsche                  | Stefan Bellof Derek Bell                                        | 956                               | 2,65 l                            |
| 2                                    | 1                                 | Rothmans Porsche                  | Jochen Mass Jacky Ickx                                          | 956                               | 2,65 l                            |
| 3                                    | 14                                | GTi Engineering                   | Jonathan Palmer Jan Lammers                                     | 956                               | 2,65 l                            |
| 4                                    | 10                                | Porsche Kremer Racing             | Sarel van der Merwe George Fouché                               | 956                               | 2,65 l                            |
| 5                                    | 11                                | Porsche Kremer Racing             | Rusty French Manfred Winkelhock                                 | 956 B                             | 2,65 l                            |
| 7                                    | 7                                 | Joest Racing                      | Klaus Ludwig Henri Pescarolo                                    | 956                               | 2,65 l                            |
| 8                                    | 3                                 | Rothmans Porsche                  | Alan Jones Vern Schuppan                                        | 956                               | 2,65 l                            |
| 9                                    | 55                                | John Fitzpatrick Racing           | Rupert Keegan Franz Konrad                                      | 956                               | 2,65 l                            |
| 11                                   | 12                                | Joest Racing                      | Louis Krages („John Winter“) Paul Belmondo Dieter Schornstein   | 956                               | 2,65 l                            |

| Deutsche-Rennsport-Meisterschaft 1984        | Deutsche-Rennsport-Meisterschaft 1984 | Deutsche-Rennsport-Meisterschaft 1984 | Deutsche-Rennsport-Meisterschaft 1984                        | Deutsche-Rennsport-Meisterschaft 1984 | Deutsche-Rennsport-Meisterschaft 1984 |
| Rennen                                       | Rennen                                | Rennen                                | Rennen                                                       | Rennen                                | Rennen                                |
| Pos.                                         | Nr.                                   | Team                                  | Fahrer                                                       | Chassistyp                            | Motortyp                              |
| -------------------------------------------- | ------------------------------------- | ------------------------------------- | ------------------------------------------------------------ | ------------------------------------- | ------------------------------------- |
| 200 Meilen von Nürnberg, Norisring           |                                       |                                       |                                                              |                                       |                                       |
| 1                                            | 34                                    | John Fitzpatrick Racing               | Thierry Boutsen                                              | 956 B                                 | 2,65 l                                |
| 2                                            | 10                                    | Porsche Kremer Racing                 | Manfred Winkelhock                                           | 956 B                                 | 2,65 l                                |
| 3                                            | 1                                     | Jägermeister Brun Motorsport          | Stefan Bellof                                                | 956 B                                 | 2,65 l                                |
| 4                                            | 15                                    | Obermaier Racing                      | Jürgen Lässig                                                | 956                                   | 2,65 l                                |
| 5                                            | 23                                    | Warsteiner Team/Brun Motorsport       | Leopold von Bayern                                           | 956                                   | 2,65 l                                |
| 9                                            | 33                                    | John Fitzpatrick Racing               | Franz Konrad                                                 | 956                                   | 2,65 l                                |
| 1000-km-Rennen am Nürburgring                |                                       |                                       |                                                              |                                       |                                       |
| 1                                            | 2                                     | Rothmans Porsche                      | Stefan Bellof Derek Bell                                     | 956                                   | 2,65 l                                |
| 2                                            | 33                                    | John Fitzpatrick Racing               | Thierry Boutsen David Hobbs                                  | 956 B                                 | 2,65 l                                |
| 4                                            | 14                                    | GTi Engineering                       | Jonathan Palmer Jan Lammers Christian Danner                 | 956                                   | 2,65 l                                |
| 5                                            | 10                                    | Porsche Kremer Racing                 | Manfred Winkelhock Marc Surer                                | 956 B                                 | 2,65 l                                |
| 6                                            | 19                                    | Brun Motorsport                       | Massimo Sigala Oscar Larrauri                                | 956                                   | 2,65 l                                |
| 7                                            | 1                                     | Rothmans Porsche                      | Jochen Mass Jacky Ickx                                       | 956                                   | 2,65 l                                |
| 8                                            | 7                                     | Joest Racing                          | Stefan Johansson Henri Pescarolo Ayrton Senna                | 956                                   | 2,65 l                                |
| 9                                            | 20                                    | Brun Motorsport                       | Walter Brun Leopold von Bayern                               | 956                                   | 2,65 l                                |
| 10                                           | 12                                    | Schornstein Racing Team               | Volkert Merl Louis Krages („John Winter“) Dieter Schornstein | 956                                   | 2,65 l                                |
| Int. ADAC-Flugplatzrennen, Diepholz          |                                       |                                       |                                                              |                                       |                                       |
| 1                                            | 7                                     | Joest Racing                          | Jochen Mass                                                  | 956 B                                 | 2,65 l                                |
| 2                                            | 33                                    | John Fitzpatrick Racing               | Franz Konrad                                                 | 956                                   | 2,65 l                                |
| 3                                            | 23                                    | Warsteiner Team/Brun Motorsport       | Leopold von Bayern                                           | 956                                   | 2,65 l                                |
| 5                                            | 2                                     | Schornstein Racing Team               | Louis Krages („John Winter“)                                 | 956                                   | 2,65 l                                |
| 1000-km-Rennen von Brands Hatch              |                                       |                                       |                                                              |                                       |                                       |
| 1                                            | 14                                    | GTi Engineering                       | Jonathan Palmer Jan Lammers                                  | 956                                   | 2,65 l                                |
| 2                                            | 8                                     | Joest Racing                          | Jochen Mass Henri Pescarolo                                  | 956 B                                 | 2,65 l                                |
| 4                                            | 10                                    | Porsche Kremer Racing                 | Desiré Wilson George Fouché David Sutherland                 | 956                                   | 2,65 l                                |
| 5                                            | 19                                    | Brun Motorsport                       | Stefan Bellof Harald Grohs                                   | 956 B                                 | 2,65 l                                |
| 6                                            | 33                                    | John Fitzpatrick Racing               | Thierry Boutsen David Hobbs Guy Edwards                      | 956                                   | 2,65 l                                |
| 8                                            | 9                                     | Brun Motorsport                       | Walter Brun Leopold von Bayern                               | 956                                   | 2,65 l                                |
| 9                                            | 12                                    | Schornstein Racing Team               | Volkert Merl Dieter Schornstein Louis Krages („John Winter“) | 956                                   | 2,65 l                                |
| 1000-km-Rennen von Imola                     |                                       |                                       |                                                              |                                       |                                       |
| 1                                            | 19                                    | Brun Motorsport                       | Stefan Bellof Hans-Joachim Stuck                             | 956 B                                 | 2,65 l                                |
| 2                                            | 14                                    | GTi Engineering                       | Jonathan Palmer Jan Lammers                                  | 956                                   | 2,65 l                                |
| 3                                            | 8                                     | Joest Racing                          | Jochen Mass Henri Pescarolo Hans Heyer                       | 956 B                                 | 2,65 l                                |
| 4                                            | 10                                    | Brun Motorsport                       | Walter Brun George Fouché Leopold von Bayern                 | 956 B                                 | 2,65 l                                |
| 5                                            | 9                                     | Brun Motorsport                       | Massimo Sigala Oscar Larrauri                                | 956                                   | 2,65 l                                |
| 6                                            | 18                                    | Obermaier Racing                      | Harald Grohs Hervé Regout Jürgen Lässig                      | 956                                   | 2,65 l                                |
| 7                                            | 12                                    | Joest Racing                          | Hans Heyer Louis Krages („John Winter“) Dieter Schornstein   | 956                                   | 2,65 l                                |
| 8                                            | 55                                    | John Fitzpatrick Racing               | Franz Konrad Rupert Keegan David Hobbs                       | 956                                   | 2,65 l                                |
| Int. ADAC-Bilstein-Super-Sprint, Nürburgring |                                       |                                       |                                                              |                                       |                                       |
| 1                                            | 1                                     | Jägermeister Brun Motorsport          | Stefan Bellof                                                | 956 B                                 | 2,65 l                                |
| 2                                            | 4                                     | John Fitzpatrick Racing               | Franz Konrad                                                 | 956                                   | 2,65 l                                |
| 3                                            | 3                                     | John Fitzpatrick Racing               | Thierry Boutsen                                              | 956 B                                 | 2,65 l                                |
| 5                                            | 8                                     | Schornstein Racing Team               | Louis Krages („John Winter“)                                 | 956                                   | 2,65 l                                |
| 6                                            | 2                                     | Warsteiner Team/Brun Motorsport       | Leopold von Bayern                                           | 956                                   | 2,65 l                                |

| Interserie 1984                       | Interserie 1984 | Interserie 1984         | Interserie 1984    | Interserie 1984 | Interserie 1984 |
| Rennen                                | Rennen          | Rennen                  | Rennen             | Rennen          | Rennen          |
| Pos.                                  | Nr.             | Team                    | Fahrer             | Chassistyp      | Motortyp        |
| ------------------------------------- | --------------- | ----------------------- | ------------------ | --------------- | --------------- |
| Mezinárodní závod automobilů, Most    |                 |                         |                    |                 |                 |
| 2                                     | 1               | Joest Racing            | Henri Pescarolo    | 956             | 2,65 l          |
| 3                                     | 2               | Schornstein Racing Team | Volkert Merl       | 956             | 2,65 l          |
| Int. ADAC-Flughafenrennen, Siegerland |                 |                         |                    |                 |                 |
| 1                                     | 1               | Joest Racing            | Henri Pescarolo    | 956             | 2,65 l          |
| Großer Preis von Europa, Nürburgring  |                 |                         |                    |                 |                 |
| 1                                     | 22              | Brun Motorsport         | Hans-Joachim Stuck | 956             | 2,65 l          |
| 3                                     | 1               | Joest Racing            | Henri Pescarolo    | 956             | 2,65 l          |

1985
| Sportwagen-Weltmeisterschaft 1985    | Sportwagen-Weltmeisterschaft 1985 | Sportwagen-Weltmeisterschaft 1985 | Sportwagen-Weltmeisterschaft 1985                               | Sportwagen-Weltmeisterschaft 1985 | Sportwagen-Weltmeisterschaft 1985 |
| Rennen                               | Rennen                            | Rennen                            | Rennen                                                          | Rennen                            | Rennen                            |
| Pos.                                 | Nr.                               | Team                              | Fahrer                                                          | Chassistyp                        | Motortyp                          |
| ------------------------------------ | --------------------------------- | --------------------------------- | --------------------------------------------------------------- | --------------------------------- | --------------------------------- |
| 1000-km-Rennen von Mugello           |                                   |                                   |                                                                 |                                   |                                   |
| 5                                    | 11                                | Porsche Kremer Racing             | Klaus Ludwig George Fouché Gianni Mussato                       | 956 B                             | 2,65 l                            |
| 6                                    | 26                                | Obermaier Racing                  | Mike Thackwell Hervé Regout Jürgen Lässig                       | 956                               | 2,65 l                            |
| 1000-km-Rennen von Monza             |                                   |                                   |                                                                 |                                   |                                   |
| 2                                    | 3                                 | Rothmans Porsche                  | Hans-Joachim Stuck Derek Bell                                   | 956                               | 2,65 l                            |
| 5                                    | 14                                | Richard Lloyd Racing              | Jonathan Palmer Jan Lammers                                     | 956                               | 2,65 l                            |
| 6                                    | 18                                | Brun Motorsport                   | Oscar Larrauri Massimo Sigala Renzo Zorzi                       | 956                               | 2,65 l                            |
| 8                                    | 11                                | Porsche Kremer Racing             | George Fouché Sarel van der Merwe Bruno Giacomelli              | 956 B                             | 2,65 l                            |
| 9                                    | 7                                 | Joest Racing                      | Paolo Barilla Hans Heyer Klaus Ludwig                           | 956                               | 2,65 l                            |
| 11                                   | 55                                | John Fitzpatrick Racing           | Dudley Wood Klaus Niedzwiedz Manuel Lopez                       | 956                               | 2,65 l                            |
| 16                                   | 33                                | John Fitzpatrick Racing           | Jo Gartner Kenny Acheson                                        | 956 B                             | 2,65 l                            |
| 1000-km-Rennen von Silverstone       |                                   |                                   |                                                                 |                                   |                                   |
| 2                                    | 2                                 | Rothmans Porsche                  | Derek Bell Hans-Joachim Stuck                                   | 956                               | 2,65 l                            |
| 5                                    | 14                                | Richard Lloyd Racing              | Jonathan Palmer Jan Lammers                                     | 956                               | 2,65 l                            |
| 6                                    | 7                                 | Joest Racing                      | Klaus Ludwig Paolo Barilla Paul Belmondo                        | 956                               | 2,65 l                            |
| 7                                    | 26                                | Obermaier Racing                  | Jürgen Lässig Hervé Regout Jésus Pareja                         | 956                               | 2,65 l                            |
| 8                                    | 11                                | Porsche Kremer Racing             | George Fouché Sarel van der Merwe Almo Coppelli                 | 956 B                             | 2,65 l                            |
| 24-Stunden-Rennen von Le Mans        |                                   |                                   |                                                                 |                                   |                                   |
| 1                                    | 7                                 | Joest Racing                      | Klaus Ludwig Paolo Barilla Louis Krages („John Winter“)         | 956 B                             | 2,65 l                            |
| 2                                    | 14                                | Richard Lloyd Racing              | Jonathan Palmer James Weaver Richard Lloyd                      | 956                               | 2,65 l                            |
| 4                                    | 33                                | John Fitzpatrick Racing           | David Hobbs Jo Gartner Guy Edwards                              | 956 B                             | 2,65 l                            |
| 5                                    | 10                                | Porsche Kremer Racing             | Sarel van der Merwe George Fouché Mario Hytten                  | 956 B                             | 2,65 l                            |
| 8                                    | 26                                | Obermaier Racing                  | Jürgen Lässig Hervé Regout Jésus Pareja                         | 956                               | 2,65 l                            |
| 1000-km-Rennen von Hockenheim        |                                   |                                   |                                                                 |                                   |                                   |
| 2                                    | 18                                | Brun Motorsport                   | Oscar Larrauri Massimo Sigala                                   | 956                               | 2,65 l                            |
| 3                                    | 7                                 | Joest Racing                      | Klaus Ludwig Paolo Barilla                                      | 956 B                             | 2,65 l                            |
| 5                                    | 14                                | Richard Lloyd Racing              | Jonathan Palmer David Hobbs                                     | 956                               | 2,65 l                            |
| 6                                    | 20                                | Brun Motorsport                   | Gerhard Berger Walter Brun                                      | 956                               | 2,65 l                            |
| 7                                    | 26                                | Obermaier Racing                  | Hervé Regout Jürgen Lässig Jésus Pareja                         | 956                               | 2,65 l                            |
| 1000-km-Rennen von Mosport           |                                   |                                   |                                                                 |                                   |                                   |
| 4                                    | 11                                | Porsche Kremer Racing             | Ludwig Heimrath junior Ludwig Heimrath senior Kees Kroesemeijer | 956                               | 2,65 l                            |
| 1000-km-Rennen von Spa-Francorchamps |                                   |                                   |                                                                 |                                   |                                   |
| 3                                    | 7                                 | Joest Racing                      | Klaus Ludwig Paolo Barilla                                      | 956 B                             | 2,65 l                            |
| 6                                    | 8                                 | Joest Racing                      | Louis Krages („John Winter“) Marc Duez Volker Weidler           | 956 B                             | 2,65 l                            |
| 8                                    | 26                                | Obermaier Racing                  | Jürgen Lässig Hervé Regout Jésus Pareja                         | 956                               | 2,65 l                            |
| 11                                   | 11                                | Porsche Kremer Racing             | Marc Surer Kees Kroesemeijer                                    | 956                               | 2,65 l                            |
| 1000-km-Rennen von Brands Hatch      |                                   |                                   |                                                                 |                                   |                                   |
| 5                                    | 3                                 | Rothmans Porsche                  | Vern Schuppan Al Holbert                                        | 956                               | 2,65 l                            |
| 1000-km-Rennen von Fuji              |                                   |                                   |                                                                 |                                   |                                   |
| 6                                    | 60                                | Trust Racing Team                 | Vern Schuppan George Fouché Keiichi Suzuki                      | 956                               | 2,65 l                            |
| 800-km-Rennen von Selangor           |                                   |                                   |                                                                 |                                   |                                   |
| 3                                    | 69                                | Rothmans Porsche                  | Vern Schuppan James Weaver                                      | 956                               | 2,65 l                            |
| 4                                    | 33                                | John Fitzpatrick Racing           | Franz Konrad Andrew Miedecke                                    | 956 B                             | 2,65 l                            |
| 2                                    | 18                                | Brun Motorsport                   | Oscar Larrauri Massimo Sigala Frank Jelinski                    | 956                               | 2,65 l                            |

| Deutsche-Rennsport-Meisterschaft 1985        | Deutsche-Rennsport-Meisterschaft 1985 | Deutsche-Rennsport-Meisterschaft 1985 | Deutsche-Rennsport-Meisterschaft 1985 | Deutsche-Rennsport-Meisterschaft 1985 | Deutsche-Rennsport-Meisterschaft 1985 |
| Rennen                                       | Rennen                                | Rennen                                | Rennen                                | Rennen                                | Rennen                                |
| Pos.                                         | Nr.                                   | Team                                  | Fahrer                                | Chassistyp                            | Motortyp                              |
| -------------------------------------------- | ------------------------------------- | ------------------------------------- | ------------------------------------- | ------------------------------------- | ------------------------------------- |
| 300-km-Rennen am Nürburgring                 |                                       |                                       |                                       |                                       |                                       |
| 1                                            | 18                                    | Brun Motorsport                       | Hans-Joachim Stuck                    | 956 B                                 | 2,65 l                                |
| 2                                            | 7                                     | Joest Racing                          | Jochen Mass                           | 956 B                                 | 2,65 l                                |
| 7                                            | 8                                     | Joest Racing                          | Louis Krages („John Winter“)          | 956                                   | 2,65 l                                |
| Jim Clark-Rennen, Hockenheim                 |                                       |                                       |                                       |                                       |                                       |
| 1                                            | 7                                     | Joest Racing                          | Jochen Mass                           | 956 B                                 | 2,65 l                                |
| 2                                            | 18                                    | Brun Motorsport                       | Hans-Joachim Stuck                    | 956 B                                 | 2,65 l                                |
| 5                                            | 8                                     | Joest Racing                          | Louis Krages („John Winter“)          | 956                                   | 2,65 l                                |
| Int. ADAC-Flugplatzrennen, Wunstorf          |                                       |                                       |                                       |                                       |                                       |
| 1                                            | 18                                    | Brun Motorsport                       | Hans-Joachim Stuck                    | 956 B                                 | 2,65 l                                |
| 2                                            | 7                                     | Joest Racing                          | Jochen Mass                           | 956 B                                 | 2,65 l                                |
| 6                                            | 8                                     | Joest Racing                          | Louis Krages („John Winter“)          | 956                                   | 2,65 l                                |
| Int. ADAC-Avus-Rennen, Berlin                |                                       |                                       |                                       |                                       |                                       |
| 1                                            | 9                                     | Joest Racing                          | Louis Krages („John Winter“)          | 956 B                                 | 2,65 l                                |
| Int. ADAC-Hessen-Cup, Österreichring         |                                       |                                       |                                       |                                       |                                       |
| 1                                            | 18                                    | Brun Motorsport                       | Hans-Joachim Stuck                    | 956 B                                 | 2,65 l                                |
| 2                                            | 7                                     | Joest Racing                          | Jochen Mass                           | 956 B                                 | 2,65 l                                |
| 3                                            | 2                                     | Porsche Kremer Racing                 | Kees Kroesemeijer                     | 956                                   | 2,65 l                                |
| 5                                            | 8                                     | Joest Racing                          | Louis Krages („John Winter“)          | 956                                   | 2,65 l                                |
| Int. ADAC-Flugplatzrennen, Erding            |                                       |                                       |                                       |                                       |                                       |
| 1                                            | 18                                    | Brun Motorsport                       | Hans-Joachim Stuck                    | 956 B                                 | 2,65 l                                |
| 6                                            | 2                                     | Porsche Kremer Racing                 | Kees Kroesemeijer                     | 956                                   | 2,65 l                                |
| 7                                            | 8                                     | Joest Racing                          | Louis Krages („John Winter“)          | 956                                   | 2,65 l                                |
| 200 Meilen von Nürnberg, Norisring           |                                       |                                       |                                       |                                       |                                       |
| 1                                            | 1                                     | Brun Motorsport                       | Stefan Bellof                         | 956 B                                 | 2,65 l                                |
| 2                                            | 7                                     | Joest Racing                          | Jochen Mass                           | 956 B                                 | 2,65 l                                |
| 3                                            | 10                                    | Porsche Kremer Racing                 | Klaus Ludwig                          | 956                                   | 2,65 l                                |
| 4                                            | 2                                     | Brun Motorsport                       | Hans-Joachim Stuck                    | 956                                   | 2,65 l                                |
| 6                                            | 26                                    | Obermaier Racing                      | Jürgen Lässig                         | 956                                   | 2,65 l                                |
| 7                                            | 8                                     | Joest Racing                          | Louis Krages („John Winter“)          | 956                                   | 2,65 l                                |
| 10                                           | 33                                    | John Fitzpatrick Racing               | Franz Konrad                          | 956 B                                 | 2,65 l                                |
| Großer Preis von Deutschland, Nürburgring    |                                       |                                       |                                       |                                       |                                       |
| 1                                            | 7                                     | Joest Racing                          | Jochen Mass                           | 956 B                                 | 2,65 l                                |
| 2                                            | 19                                    | Brun Motorsport                       | Walter Brun                           | 956                                   | 2,65 l                                |
| 3                                            | 2                                     | Porsche Kremer Racing                 | Kees Kroesemeijer                     | 956                                   | 2,65 l                                |
| 5                                            | 18                                    | Brun Motorsport                       | Hans-Joachim Stuck                    | 956 B                                 | 2,65 l                                |
| Int. ADAC-Flughafenrennen, Siegerland        |                                       |                                       |                                       |                                       |                                       |
| 1                                            | 7                                     | Joest Racing                          | Jochen Mass                           | 956 B                                 | 2,65 l                                |
| Int. ADAC-Bilstein-Super-Sprint, Nürburgring |                                       |                                       |                                       |                                       |                                       |
| 1                                            | 7                                     | Joest Racing                          | Paolo Barilla                         | 956 B                                 | 2,65 l                                |
| 5                                            | 2                                     | Porsche Kremer Racing                 | Kees Kroesemeijer                     | 956                                   | 2,65 l                                |
| 6                                            | 8                                     | Joest Racing                          | Louis Krages („John Winter“)          | 956                                   | 2,65 l                                |

| Interserie 1985                              | Interserie 1985 | Interserie 1985       | Interserie 1985              | Interserie 1985 | Interserie 1985 |
| Rennen                                       | Rennen          | Rennen                | Rennen                       | Rennen          | Rennen          |
| Pos.                                         | Nr.             | Team                  | Fahrer                       | Chassistyp      | Motortyp        |
| -------------------------------------------- | --------------- | --------------------- | ---------------------------- | --------------- | --------------- |
| 300-km-Rennen am Nürburgring                 |                 |                       |                              |                 |                 |
| 1                                            | 18              | Brun Motorsport       | Hans-Joachim Stuck           | 956 B           | 2,65 l          |
| 2                                            | 7               | Joest Racing          | Jochen Mass                  | 956 B           | 2,65 l          |
| 7                                            | 8               | Joest Racing          | Louis Krages („John Winter“) | 956             | 2,65 l          |
| Jim Clark-Rennen, Hockenheim                 |                 |                       |                              |                 |                 |
| 1                                            | 7               | Joest Racing          | Jochen Mass                  | 956 B           | 2,65 l          |
| 2                                            | 18              | Brun Motorsport       | Hans-Joachim Stuck           | 956 B           | 2,65 l          |
| 5                                            | 8               | Joest Racing          | Louis Krages („John Winter“) | 956             | 2,65 l          |
| Int. ADAC-Flugplatzrennen, Wunstorf          |                 |                       |                              |                 |                 |
| 1                                            | 18              | Brun Motorsport       | Hans-Joachim Stuck           | 956 B           | 2,65 l          |
| 2                                            | 7               | Joest Racing          | Jochen Mass                  | 956 B           | 2,65 l          |
| 6                                            | 8               | Joest Racing          | Louis Krages („John Winter“) | 956             | 2,65 l          |
| Int. ADAC-Avus-Rennen, Berlin                |                 |                       |                              |                 |                 |
| 1                                            | 9               | Joest Racing          | Louis Krages („John Winter“) | 956 B           | 2,65 l          |
| Int. ADAC-Hessen-Cup, Österreichring         |                 |                       |                              |                 |                 |
| 1                                            | 18              | Brun Motorsport       | Hans-Joachim Stuck           | 956 B           | 2,65 l          |
| 2                                            | 7               | Joest Racing          | Jochen Mass                  | 956 B           | 2,65 l          |
| 3                                            | 2               | Porsche Kremer Racing | Kees Kroesemeijer            | 956             | 2,65 l          |
| 5                                            | 8               | Joest Racing          | Louis Krages („John Winter“) | 956             | 2,65 l          |
| Int. ADAC-Flugplatzrennen, Erding            |                 |                       |                              |                 |                 |
| 1                                            | 18              | Brun Motorsport       | Hans-Joachim Stuck           | 956 B           | 2,65 l          |
| 6                                            | 2               | Porsche Kremer Racing | Kees Kroesemeijer            | 956             | 2,65 l          |
| 7                                            | 8               | Joest Racing          | Louis Krages („John Winter“) | 956             | 2,65 l          |
| Großer Preis von Deutschland, Nürburgring    |                 |                       |                              |                 |                 |
| 1                                            | 7               | Joest Racing          | Jochen Mass                  | 956 B           | 2,65 l          |
| 2                                            | 19              | Brun Motorsport       | Walter Brun                  | 956             | 2,65 l          |
| 3                                            | 2               | Porsche Kremer Racing | Kees Kroesemeijer            | 956             | 2,65 l          |
| 5                                            | 18              | Brun Motorsport       | Hans-Joachim Stuck           | 956 B           | 2,65 l          |
| Mezinárodní závod automobilů, Most           |                 |                       |                              |                 |                 |
| 1                                            | 7               | Joest Racing          | Paolo Barilla                | 956 B           | 2,65 l          |
| 2                                            | 2               | Porsche Kremer Racing | Kees Kroesemeijer            | 956             | 2,65 l          |
| 3                                            | 8               | Joest Racing          | Louis Krages („John Winter“) | 956             | 2,65 l          |
| Int. ADAC-Flughafenrennen, Siegerland        |                 |                       |                              |                 |                 |
| 1                                            | 7               | Joest Racing          | Jochen Mass                  | 956 B           | 2,65 l          |
| Int. ADAC-Bilstein-Super-Sprint, Nürburgring |                 |                       |                              |                 |                 |
| 1                                            | 7               | Joest Racing          | Paolo Barilla                | 956 B           | 2,65 l          |
| 5                                            | 2               | Porsche Kremer Racing | Kees Kroesemeijer            | 956             | 2,65 l          |
| 6                                            | 8               | Joest Racing          | Louis Krages („John Winter“) | 956             | 2,65 l          |

1986
| Sportwagen-Weltmeisterschaft 1986    | Sportwagen-Weltmeisterschaft 1986 | Sportwagen-Weltmeisterschaft 1986 | Sportwagen-Weltmeisterschaft 1986                       | Sportwagen-Weltmeisterschaft 1986 | Sportwagen-Weltmeisterschaft 1986 |
| Rennen                               | Rennen                            | Rennen                            | Rennen                                                  | Rennen                            | Rennen                            |
| Pos.                                 | Nr.                               | Team                              | Fahrer                                                  | Chassistyp                        | Motortyp                          |
| ------------------------------------ | --------------------------------- | --------------------------------- | ------------------------------------------------------- | --------------------------------- | --------------------------------- |
| 360-km-Rennen von Monza              |                                   |                                   |                                                         |                                   |                                   |
| 3                                    | 19                                | Brun Motorsport                   | Massimo Sigala Walter Brun                              | 956                               | 2,65 l                            |
| 7                                    | 9                                 | Obermaier Racing                  | Fulvio Ballabio Richard Hamann                          | 956                               | 2,65 l                            |
| 10                                   | 33                                | John Fitzpatrick Racing           | Emilio de Villota Fermín Vélez                          | 956 B                             | 2,65 l                            |
| 1000-km-Rennen von Silverstone       |                                   |                                   |                                                         |                                   |                                   |
| 4                                    | 14                                | Richard Lloyd Racing              | James Weaver Klaus Niedzwiedz                           | 956                               | 2,65 l                            |
| 5                                    | 33                                | John Fitzpatrick Racing           | Emilio de Villota Fermín Vélez                          | 956 B                             | 2,65 l                            |
| 6                                    | 7                                 | Joest Racing                      | Paolo Barilla George Follmer John Morton                | 956                               | 2,65 l                            |
| 9                                    | 19                                | Brun Motorsport                   | Frank Jelinski Walter Brun                              | 956                               | 2,65 l                            |
| 12                                   | 9                                 | Obermaier Racing                  | Jürgen Lässig Fulvio Ballabio Hervé Regout Dudley Wood  | 956                               | 2,65 l                            |
| 24-Stunden-Rennen von Le Mans        |                                   |                                   |                                                         |                                   |                                   |
| 3                                    | 8                                 | Joest Racing                      | John Morton George Follmer Kenper Miller                | 956                               | 2,65 l                            |
| 4                                    | 33                                | John Fitzpatrick Racing           | Emilio de Villota George Fouché Fermín Vélez            | 956 B                             | 2,65 l                            |
| 5                                    | 9                                 | Obermaier Racing                  | Jürgen Lässig Fulvio Ballabio Dudley Wood               | 956                               | 2,65 l                            |
| 9                                    | 14                                | Richard Lloyd Racing              | Mauro Baldi Price Cobb Rob Dyson                        | 956                               | 2,65 l                            |
| 100-Meilen-Rennen von Nürnberg       |                                   |                                   |                                                         |                                   |                                   |
| 1                                    | 7                                 | Joest Racing                      | Klaus Ludwig                                            | 956 B                             | 2,65 l                            |
| 7                                    | 9                                 | Obermaier Racing                  | Jürgen Lässig                                           | 956                               | 2,65 l                            |
| 8                                    | 8                                 | Joest Racing                      | Louis Krages („John Winter“)                            | 956                               | 2,65 l                            |
| 10                                   | 18                                | Brun Motorsport                   | Thierry Boutsen                                         | 956                               | 2,65 l                            |
| 11                                   | 33                                | John Fitzpatrick Racing           | Derek Bell                                              | 956 B                             | 2,65 l                            |
| 12                                   | 11                                | Porsche Kremer Racing             | Franz Konrad                                            | 956                               | 2,65 l                            |
| 1000-km-Rennen von Brands Hatch      |                                   |                                   |                                                         |                                   |                                   |
| 1                                    | 14                                | Richard Lloyd Racing              | Bob Wollek Mauro Baldi                                  | 956                               | 2,65 l                            |
| 2                                    | 7                                 | Joest Racing                      | Hans-Joachim Stuck Derek Bell Klaus Ludwig              | 956 B                             | 2,65 l                            |
| 3                                    | 19                                | Brun Motorsport                   | Thierry Boutsen Frank Jelinski                          | 956                               | 2,65 l                            |
| 5                                    | 8                                 | Joest Racing                      | Paolo Barilla Louis Krages („John Winter“) Klaus Ludwig | 956                               | 2,65 l                            |
| 8                                    | 9                                 | Obermaier Racing                  | Jürgen Lässig Fulvio Ballabio Dudley Wood               | 956                               | 2,65 l                            |
| 360-km-Rennen von Jerez              |                                   |                                   |                                                         |                                   |                                   |
| 2                                    | 19                                | Brun Motorsport                   | Walter Brun Frank Jelinski                              | 956                               | 2,65 l                            |
| 4                                    | 9                                 | Obermaier Racing                  | Fulvio Ballabio Dudley Wood Jürgen Lässig               | 956                               | 2,65 l                            |
| 8                                    | 33                                | John Fitzpatrick Racing           | Fermín Vélez Emilio de Villota                          | 956 B                             | 2,65 l                            |
| 1000-km-Rennen am Nürburgring        |                                   |                                   |                                                         |                                   |                                   |
| 2                                    | 14                                | Richard Lloyd Racing              | Mauro Baldi Klaus Niedzwiedz                            | 956                               | 2,65 l                            |
| 3                                    | 33                                | John Fitzpatrick Racing           | Emilio de Villota Fermín Vélez                          | 956 B                             | 2,65 l                            |
| 4                                    | 9                                 | Obermaier Racing                  | Jürgen Lässig Fulvio Ballabio Harald Grohs              | 956                               | 2,65 l                            |
| 1000-km-Rennen von Spa-Francorchamps |                                   |                                   |                                                         |                                   |                                   |
| 4                                    | 7                                 | Joest Racing                      | Paolo Barilla Klaus Ludwig                              | 956 B                             | 2,65 l                            |
| 8                                    | 8                                 | Joest Racing                      | Louis Krages („John Winter“) Vern Schuppan Kris Nissen  | 956                               | 2,65 l                            |
| 9                                    | 19                                | Brun Motorsport                   | Didier Theys Massimo Sigala Walter Brun                 | 956                               | 2,65 l                            |
| 10                                   | 14                                | Richard Lloyd Racing              | Mauro Baldi James Weaver                                | 956                               | 2,65 l                            |
| 11                                   | 33                                | John Fitzpatrick Racing           | Fermín Vélez Emilio de Villota                          | 956 B                             | 2,65 l                            |
| 1000-km-Rennen von Fuji              |                                   |                                   |                                                         |                                   |                                   |
| 1                                    | 7                                 | Joest Racing                      | Paolo Barilla Piercarlo Ghinzani                        | 956 B                             | 2,65 l                            |
| 2                                    | 19                                | Brun Motorsport                   | Frank Jelinski Stanley Dickens                          | 956                               | 2,65 l                            |
| 5                                    | 8                                 | Joest Racing                      | Kris Nissen Louis Krages („John Winter“) Harald Grohs   | 956                               | 2,65 l                            |
| 6                                    | 60                                | Trust Racing Team                 | Vern Schuppan Keiichi Suzuki George Fouché              | 956                               | 2,65 l                            |
| 12                                   | 48                                | Alpha Cubic Racing Team           | Noritake Takahara Chiyomi Totani Kenji Tohira           | 956 B                             | 2,65 l                            |

| Interserie 1986                       | Interserie 1986 | Interserie 1986       | Interserie 1986              | Interserie 1986 | Interserie 1986 |
| Rennen                                | Rennen          | Rennen                | Rennen                       | Rennen          | Rennen          |
| Pos.                                  | Nr.             | Team                  | Fahrer                       | Chassistyp      | Motortyp        |
| ------------------------------------- | --------------- | --------------------- | ---------------------------- | --------------- | --------------- |
| BARC Townsend Thoresen Race, Thruxton |                 |                       |                              |                 |                 |
| 2                                     | 1               | Richard Lloyd Racing  | James Weaver                 | 956             | 2,65 l          |
| 5                                     | 2               | Porsche Kremer Racing | Louis Krages („John Winter“) | 956             | 2,65 l          |
| Int. ADAC-Flugplatzrennen, Wunstorf   |                 |                       |                              |                 |                 |
| 1                                     | 2               | Joest Racing          | Louis Krages („John Winter“) | 956             | 2,65 l          |
| 2                                     | 17              | Brun Motorsport       | Walter Brun                  | 956             | 2,65 l          |
| 3                                     | 1               | Joest Racing          | Klaus Ludwig                 | 956 B           | 2,65 l          |
| Int. ADAC-Hessen-Cup, Österreichring  |                 |                       |                              |                 |                 |
| 1                                     | 5               | Pametex Racing        | Walter Lechner               | 956             | 2,65 l          |
| 2                                     | 1               | Joest Racing          | Klaus Ludwig                 | 956 B           | 2,65 l          |
| 3                                     | 17              | Brun Motorsport       | Walter Brun                  | 956             | 2,65 l          |
| 5                                     | 2               | Joest Racing          | Louis Krages („John Winter“) | 956             | 2,65 l          |
| Mezinárodní závod automobilů, Most    |                 |                       |                              |                 |                 |
| 1                                     | 2               | Joest Racing          | Louis Krages („John Winter“) | 956             | 2,65 l          |
| 3                                     | 3               | Pametex Racing        | Walter Lechner               | 956             | 2,65 l          |
| 6                                     | 1               | Joest Racing          | Klaus Ludwig                 | 956 B           | 2,65 l          |
| Int. ADAC-Flughafenrennen, Siegerland |                 |                       |                              |                 |                 |
| 1                                     | 1               | Joest Racing          | Klaus Ludwig                 | 956 B           | 2,65 l          |
| 3                                     | 18              | Brun Motorsport       | Uwe Schäfer                  | 956             | 2,65 l          |
| 4                                     | 3               | Pametex Racing        | Walter Lechner               | 956             | 2,65 l          |
| 6                                     | 2               | Joest Racing          | Louis Krages („John Winter“) | 956             | 2,65 l          |
| Preis der Steiermark, Österreichring  |                 |                       |                              |                 |                 |
| 2                                     | 3               | Pametex Racing        | Walter Lechner               | 956             | 2,65 l          |
| 3                                     | 2               | Joest Racing          | Louis Krages („John Winter“) | 956             | 2,65 l          |

## Technische Daten
Der Porsche 956 wurde von 1982 bis 1984 in folgenden Ausführungen produziert und eingesetzt:
| Porsche 956:                  | 956 (bis Modelljahr 1983) | 956 (ab Modelljahr 1983) |
| ----------------------------- | --- | --- |
| Motor                         | 6-Zylinder-Boxermotor (Viertakt), zwei Turbolader mit Ladeluftkühlung seitlich neben den Zylinderköpfen                                                   | 6-Zylinder-Boxermotor (Viertakt), zwei Turbolader mit Ladeluftkühlung seitlich neben den Zylinderköpfen                                                   |
| Hubraum                       | 2649 cm³ | 2649 cm³ |
| Bohrung × Hub                 | 92,3 × 66 mm | 92,3 × 66 mm |
| Leistung bei 1/min            | 455 kW (620 PS) bei 8200 | 470 kW (640 PS) bei 8200 |
| Literleistung                 | 172 kW (234 PS)/Liter | 178 kW (241 PS)/Liter |
| Max. Drehmoment bei 1/min     | 630 bei 5400 | 630 bei 5400 |
| Verdichtung                   | 7,2: 1 | 8,5: 1 |
| Ventilsteuerung               | vier oben liegende Nockenwellen (zwei je Zylinderreihe) mit Steuerradantrieb                                                                              | vier oben liegende Nockenwellen (zwei je Zylinderreihe) mit Steuerradantrieb                                                                              |
| Kühlung                       | Luftkühlung (Gebläse), Zylinderköpfe mit Wasserkühlung | Luftkühlung (Gebläse), Zylinderköpfe mit Wasserkühlung |
| Getriebe                      | 5-Gang-Getriebe, Hinterradantrieb, Dreischeiben-Kupplung                                                                                                  | 5-Gang-Getriebe, Hinterradantrieb, Einscheiben-Kupplung                                                                                                   |
| Bremsen                       | Scheibenbremsen mit innenbelüfteten Scheiben, Durchmesser 33 cm, Dicke ca. 3 cm, zwei Bremszangen pro Rad, hydraulisch betätigt, zwei hydraulische Kreise | Scheibenbremsen mit innenbelüfteten Scheiben, Durchmesser 33 cm, Dicke ca. 3 cm, zwei Bremszangen pro Rad, hydraulisch betätigt, zwei hydraulische Kreise |
| Radaufhängung vorn und hinten | Einzelradaufhängung an Doppelquerlenkern, Radnabenträger aus Magnesium                                                                                    | Einzelradaufhängung an Doppelquerlenkern, Radnabenträger aus Magnesium                                                                                    |
| Federung vorn                 | Schraubenfedern und Bilstein-Stoßdämpfer, außenliegend | Schraubenfedern und Bilstein-Stoßdämpfer, außenliegend |
| Federung hinten               | Schraubenfedern und Bilstein-Stoßdämpfer, V-förmig innenliegend                                                                                           | Schraubenfedern und Bilstein-Stoßdämpfer, V-förmig innenliegend                                                                                           |
| Karosserie                    | Aluminium-Monocoque mit Kunststoffkarosserie (Verstärkungsrippen aus CFK)                                                                                 | Aluminium-Monocoque mit Kunststoffkarosserie (Verstärkungsrippen aus CFK)                                                                                 |
| Spurweite vorn/hinten         | 1648/1548 mm | 1648/1548 mm |
| Radstand                      | 2650 mm | 2650 mm |
| Reifen/Felgen                 | | |
| Maße L × B × H                | 4770 × 2000 × 1030 mm | 4770 × 2000 × 1030 mm |
| Leergewicht                   | 820 kg–850 kg | 820 kg–850 kg |
| Tankinhalt                    | 99,5 Liter (Tank hinter dem Fahrer) | 99,5 Liter (Tank hinter dem Fahrer) |
| Höchstgeschwindigkeit         | über 350 km/h | über 350 km/h |
| Beschleunigung 0–100 km/h     | 3,4 s | 3,4 s |

Außerdem wurden verschiedene Karosserieversionen eingesetzt: Auf der auf Höchstgeschwindigkeit ausgerichteten Strecke von Le Mans verwendeten alle Rennställe das sogenannte Langheck, auf den anderen Rennstrecken dagegen das Kurzheck (einzige Ausnahme: beim 1000-km-Rennen von Silverstone nahmen Porsche Kremer Racing und Preston Henns T-Bird Swap Shop jeweils mit einem Langheck teil). Später – ab 1984 bis 1986 – kamen auch Rennversionen mit Frontflügel zum Zuge, vor allem beim Rennstall Richard Lloyd Racing. Zunehmend wurde der 956 durch den 962C verdrängt, 1987 liefen in allen Rennen der World Sports Prototype Championship nur noch Nachfolgemodelle.